# Campagna d'Italia (1813-1814)
La campagna d'Italia del 1813-1814 fu la serie di operazioni militari combattute durante la guerra della sesta coalizione, principalmente in Italia settentrionale, tra le forze franco-italiane e quelle della Coalizione anti-francese, in questo teatro rappresentate primariamente da austriaci e britannici. A partire dalla campagna del 1796-1797, rappresentò l'ultima volta durante il cosiddetto "periodo francese" in cui un esercito francese e uno austriaco si fronteggiarono per il controllo della penisola italiana.
Dopo la disastrosa campagna di Russia, l'Esercito del Regno d'Italia era fortemente indebolito. I suoi resti si comportarono molto bene durante la campagna di Germania del 1813, ma quando ad agosto l'Impero austriaco entrò in guerra, non vi fu altra scelta che ricostruirlo da capo. L'armata franco-italiana era comandata dal viceré d'Italia Eugenio di Beauharnais, figliastro di Napoleone Bonaparte, mentre l'esercito alleato in questo teatro di operazioni fu posto sotto il comando dei marescialli austriaci Johann von Hiller e, poi, Heinrich Bellegarde, oltre che del generale britannico William Bentinck. Al fianco di austriaci e britannici vi erano di nuovo il Regno di Sicilia di Ferdinando III di Borbone e il Regno di Sardegna di Vittorio Emanuele I di Savoia, sebbene il loro contributo alla guerra fu piuttosto esiguo.
Inizialmente i franco-italiani riuscirono a rallentare l'avanzata della Coalizione nelle Province Illiriche, ma già nei primi giorni di ottobre dovettero ripiegare verso la linea dell'Isonzo, confine orientale del Regno d'Italia; alla metà del mese iniziò l'invasione del regno. La sproporzione di forze fu aggravata dalla defezione dall'alleanza con la Francia del Regno di Baviera di Massimiliano I Giuseppe prima e, soprattutto, del Regno di Napoli di Gioacchino Murat dopo. 
In generale il conflitto fu caratterizzato da poche grandi battaglie, come quelle di Caldiero e del Mincio, e da lunghi periodi di relativa inerzia, costellati da piccoli scontri e trattative diplomatiche tra i vari schieramenti coinvolti. La fine della campagna fu suggellata dalla Convenzione di Mantova, firmata da Eugenio il 23 aprile 1814, a seguito della quale il viceré si ritirò in esilio in Baviera, dove rimase per il resto della vita. La resa non fu però dovuta alla situazione militare delle forze napoleoniche in Italia, aggravata dalle sconfitte a San Maurizio e sul Taro, ma dall'abdicazione di Napoleone e dalla conseguente resa della Francia al cospetto delle forze della Coalizione, che alla fine di un'estenuante campagna erano giunte a occupare Parigi.

## Contesto storico

### L'Italia nell'età napoleonica

L'Italia nel 1810, nel suo assetto politico-territoriale al momento dell'invasione della Coalizione antifrancese nel 1813-1814

Dai primi atti delle guerre rivoluzionarie francesi, l'Italia era stata teatro di numerosissimi scontri tra le forze francesi, repubblicane e poi imperiali, e gli eserciti coalizzati. In particolare, la campagna d'Italia di Bonaparte del 1796-1797 aveva portato a dei primi drastici cambiamenti dell'assetto politico della penisola: la Repubblica di Venezia era scomparsa, inglobata dall'Arciducato d'Austria, mentre tutto il resto della Pianura Padana era stato spartito tra repubbliche filogiacobine, alleate e dipendenti dalla Francia. Di lì a breve anche la parte continentale del Regno di Sardegna venne a scomparire, assorbita dalla Francia.
L'ascesa al trono di Napoleone, con il titolo di Imperatore dei francesi, alimentò la tensione politica in Europa, causando una seconda serie di guerre: nel 1805 l'imperatore inviò il maresciallo Massena a intraprendere una campagna in Italia contro le truppe austriache dell'arciduca Carlo, mentre quattro anni dopo questo stesso compito fu affidato al principe Eugenio, alla sua prima vera esperienza da comandante, che dovette affrontare le armate dell'arciduca Giovanni. I successi ad Austerlitz e Wagram di Napoleone portarono a un'ulteriore estensione della Francia e del Regno d'Italia, che nel frattempo aveva sostituito la Repubblica Italiana a sua volta subentrata alla Repubblica Cisalpina, a scapito dell'Austria: con la pace di Presburgo, la maggior parte di Veneto e Friuli passarono al Regno d'Italia, mentre con la pace di Schönbrunn la Dalmazia venne annessa direttamente all'Impero napoleonico.
Anche l'Italia centro-meridionale fu soggetta a profondi mutamenti: Toscana e Lazio, similmente al Piemonte, vennero assorbiti all'interno della Francia mentre la parte meridionale della penisola, in seguito a una spedizione nel 1806, fu conquistata dal maresciallo Massena, che cacciò dalla penisola la dinastia al potere dei Borbone. Il loro posto sul trono del Regno di Napoli fu prima affidato a un fratello di Napoleone, Giuseppe Bonaparte, e poi, alla partenza di quest'ultimo per la Spagna, al maresciallo Gioacchino Murat.
Quindi, l'Italia continentale era tutta sotto il controllo di Bonaparte. Al contrario, le due isole di Sardegna e Sicilia non vennero mai travolte dai mutamenti che avevano interessato il resto dell'Europa, rimanendo la prima in possesso della famiglia Savoia, la seconda in mano ai Borbone.

### Antefatti
Nel 1812, dopo le violazioni del blocco continentale da parte della Russia, la Grande Armée si diresse verso l'impero zarista, con l'obiettivo di sconfiggere l'esercito russo e ripristinare con la forza il regime economico anti-britannico che gli Stati alleati dei francesi erano stati obbligati ad adottare. Nonostante una parte iniziale della campagna con moderati successi, Bonaparte non riuscì mai ad ingaggiare i russi in una battaglia campale decisiva: le continue ritirate delle forze di Kutuzov portarono l'esercito francese verso il cuore del paese, dove, agli inizi di novembre, fu costretto ad affrontare, impreparato, il tremendo gelo tipico dell'inverno russo. Costretti a una lunga ritirata e bersagliati dagli eserciti russi, i soldati di Napoleone riuscirono quasi miracolosamente ad attraversare la Beresina e a mettersi in salvo in territorio polacco. Le perdite subite durante la campagna furono immense: dei 600 000 soldati partiti, si stima che meno di un decimo fece ritorno.

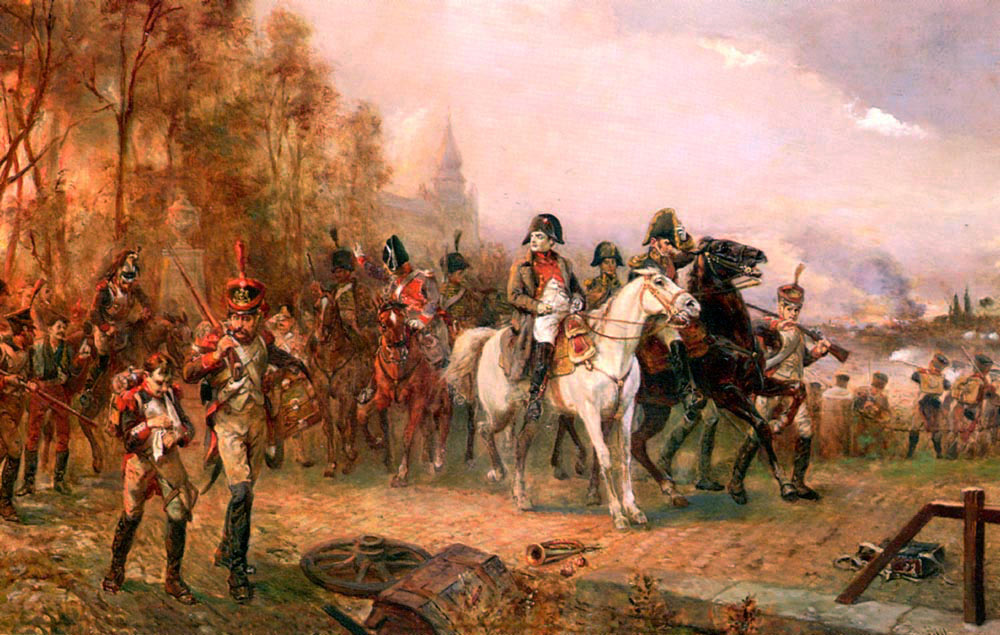
Napoleone nella battaglia di Borodino

Colta la debolezza dei francesi, le altre nazioni europee non esitarono ad attaccare Bonaparte in un momento di difficoltà. Solo l'Impero austriaco, momentaneamente, si mantenne neutrale. Nonostante le difficoltà iniziali, soprattutto dovute alla carenza di veterani e all'inesperienza delle nuove reclute, Napoleone riuscì a portare la sua situazione da quella che sembrava un'inevitabile sconfitta a una fase di stallo. Dopo le battaglie di Lützen e di Bautzen, i diplomatici austriaci erano riusciti a ottenere che venisse fatto rispettare un cessate il fuoco da entrambe le parti, poi trasformato in un armistizio due giorni dopo, il 4 giugno 1813. La loro speranza, o meglio la speranza di Metternich, era che l'imperatore francese si rendesse conto di non poter proseguire la guerra ambendo a una vittoria finale e concedesse una pace, seppur in una posizione sfavorevole, pur di mantenere vivo il suo impero. Fu presto chiaro che l'orgoglioso Bonaparte non si sarebbe piegato alle condizioni delle forze della Coalizione, che più e più volte aveva sconfitto nel corso degli anni. Inoltre, era piuttosto evidente che l'Austria, in caso di fallimento dei negoziati, propendesse per entrare in guerra contro il proprio nemico storico e che avrebbe cercato di vendicare le umilianti sconfitte subite nelle ultime due guerre.

## Le forze in campo

### L'esercito del Regno d'Italia

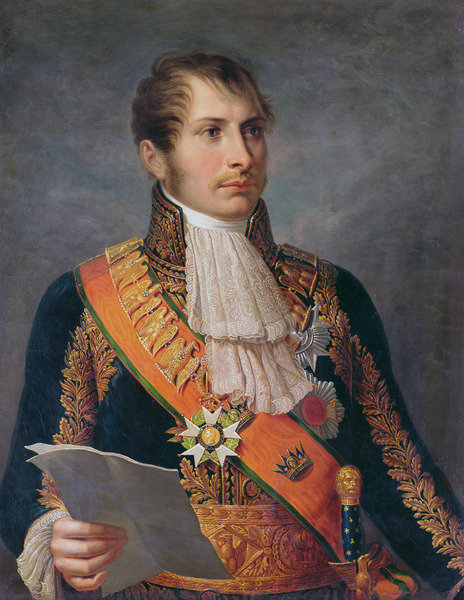
Eugenio di Beauharnais, viceré d'Italia

In previsione dell'entrata in guerra dell'Austria, Napoleone, che deteneva ancora il titolo di Re d'Italia, inviò nel paese il suo figliastro, il viceré Eugenio di Beauharnais, per mobilitare le forze del regno e allestirne le difese. Il viceré, che aveva brevemente sostituito nel dicembre 1812 Napoleone al comando della Grande Armata ed era poi rimasto in Germania assieme al grosso dell'esercito imperiale francese, partì alla volta dell'Italia il 12 maggio 1813, subito dopo la battaglia di Lützen, e giunse a Milano il 18 maggio dove chiamò immediatamente a raccolta tutte le truppe disponibili. In pochi si presentarono all'appello: la maggior parte delle truppe del Regno d'Italia erano partite al suo comando per la spedizione in Russia, dove si erano distinte per la buona preparazione e le capacità militari, come dimostrato nelle battaglie di Krasnoi e soprattutto di Malojaroslavec, ricordata appunto come "la battaglia degli italiani". Sfortunatamente, il fallimento della spedizione aveva trascinato con sé centinaia di migliaia di soldati, e il corpo di spedizione di Eugenio non era sicuramente rimasto estraneo alla tragedia.
Quasi tutte le truppe regolari del Regno d'Italia, assieme agli istruttori e a gran parte degli ufficiali, erano morte in Russia: Eugenio doveva ricostruire l'esercito del Regno da zero. Napoleone aveva chiesto che fosse radunato un esercito di 80 000 uomini, reclutando i veterani rimasti in Italia, nuove leve di coscritti prelevati in loco e nei dipartimenti vicini, a cui si sarebbero unite anche delle forze richiamate dal teatro di guerra in Spagna. La richiesta dell'imperatore era irrealizzabile, ma Eugenio fece quanto possibile per soddisfarla: riuscì a riunire, in tre mesi, circa 45 000 uomini, 1 500 cavalieri e 130 cannoni. Queste forze furono organizzate in sei divisioni di fanteria, tre battaglioni di riserva e dodici squadroni di cavalleria.
Eugenio scelse come proprio capo di stato maggiore il generale Martin Vignolle, e divise l'armata in tre corpi:
- il primo corpo, composto dalle brigate di Quesnel (7 777 uomini) e di Gratien (8 200 uomini),[36] fu posto al comando del generale Paul Grenier,[35] con il quale Eugenio aveva già collaborato nella campagna del 1809;
- il secondo corpo era composto dalle divisioni di Marcognet (7 189 uomini) e Verdier (7 486 uomini);
- il terzo corpo, composto dagli italiani, fu messo al comando di Domenico Pino, con Palombini (9 562 uomini) e Lechi (7 891 uomini) al comando delle divisioni che lo componevano.[36]

La cavalleria, 1 800 uomini, era sotto il controllo del generale Mermet mentre le riserve, 2 469 uomini, sotto il generale Bonfanti. Il 10 agosto il quartier generale fu posto nella città di Udine. Difendendo la linea che congiungeva Trieste e Tarvisio, Eugenio pose Grenier a Cividale, Verdier al centro e Pino tra Palmanova e Gorizia. La riserva fu posizionata a Pordenone, la cavalleria a Padova e Treviso. In questo modo, il viceré sperava di riuscire a difendere entrambi gli ingressi in pianura, sia quello di Pontebba sia quello di Lubiana.

### L'esercito austriaco

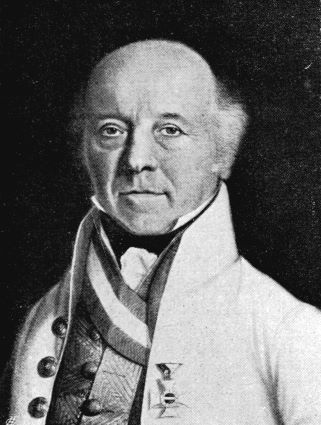
Johann von Hiller

In previsione della fine dell'armistizio e della propria entrata in guerra, l'Austria aveva già iniziato a mobilitare le proprie truppe. La decisione dell'Austria di entrare in guerra a fianco delle forze della Coalizione antifrancese era evidente già a metà giugno, quando i contatti tra gli ufficiali prussiani e il feldmaresciallo austriaco Schwarzenberg si erano intensificati notevolmente. Schwarzenberg e Radetzky, suo capo di stato maggiore, si stavano adoperando per formulare un piano su come distribuire le forze dell'esercito austriaco in modo da contrastare al meglio la Grande Armée. Vennero create due armate: la prima, al comando di Schwarzenberg, avrebbe agito sul fronte tedesco e avrebbe accolto al suo interno la maggior parte delle forze dell'esercito austriaco; la seconda, la Armee von Innerösterreich, ovvero l'"Armata dell'Austria interna", al comando dell'esperto Feldzugmeister Johann von Hiller, avrebbe invece operato sul fronte italiano, ragionevolmente ritenuto un fronte secondario.
In Stiria, von Hiller aveva raccolto circa 50 000 uomini sotto il suo comando. Come suo secondo, era stato scelto il feldmaresciallo Radivojevich. L'armata avrebbe compreso 31 battaglioni e 40 squadroni, riforniti dall'interno di Austria, Ungheria, Croazia, Schiavonia e Galizia. Le truppe, di stanza in Austria e in Croazia, rimasero nelle loro guarnigioni fino a nuovo avviso; quelli provenienti dall'Ungheria e dalla Schiavonia dovevano stabilirsi sulla riva destra del Danubio, da Komárno e Veszprém, fino al confine austriaco, mentre quelli provenienti dalla Galizia si sarebbero sparsi tra Trenčín e Bratislava.
Il 12 agosto, pochi giorni prima della fine dell'armistizio, l'armata austriaca contava 36 128 soldati e 5 889 unità di cavalleria. Era organizzata come segue:
- la brigata Stanisavljevic in Alta Austria, sotto il diretto comando di von Hiller;
- la divisione Marchal, con le brigate Eckhardt e Winczian, a Judenburg, nell'alta valle del Mura;
- la divisione Frimont, a Klagenfurt, con le brigate Vlašić, Pulszky e Vécsey;
- la divisione Marziani, formata dalla brigata Mayer a Mahrenberg;
- la divisione Sommariva, con le brigate Wrede, Fölseis e Stutterheim, posizionata tra Wildon, Ehrenhausen e Leibnitz;
- la divisione Radivojevich, con le brigate Csivich, Rebrovich e Nugent;
- la riserva, rimasta a Graz.

A questi si aggiungevano 102 cannoni e tutte le unità destinate alla logistica.

### Le forze anglo-siciliane

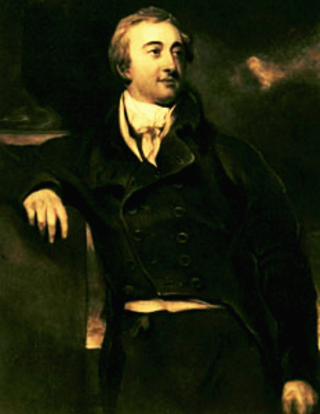
Lord William Bentinck

Dopo l'invasione del Regno di Napoli del 1806, quel che restava dello Stato borbonico erano i possedimenti della Sicilia, dove la famiglia reale napoletana si era rifugiata sotto la protezione dei britannici. Onde evitare che le truppe napoleoniche entrassero anche nell'isola, di fatto prendendo il controllo di un punto strategico per il dominio del Mediterraneo, la Royal Navy rimase a protezione dell'isola. La collaborazione tra Ferdinando I e la corona britannica si intensificò negli anni a venire, quando il primo firmò un accordo che garantiva al suo regno un prestito annuale di 400 000 sterline e una guarnigione britannica a protezione dell'isola. Dopo la fallita invasione del 1810 e la sconfitta navale di Lissa, i napoletani di Gioacchino Murat compresero di non avere sufficienti risorse per poter occupare la vicina isola, desistendo in ulteriori tentativi. Nel 1811, l'arrivo dell'ambasciatore e generale inglese William Bentinck segnò un punto di svolta nella politica dell'isola: Bentinck, oltre a ravvivare la politica siciliana, si assunse l'incarico di gestire le forze militari presenti sull'isola.
Lo stato delle forze militari del Regno di Sicilia era misero: la regina Maria Carolina stimava le truppe del suo regno in 15 000, ma gli ufficiali britannici dell'epoca riferivano che fossero a malapena 7 500, privi di alcuno spirito militare e carenti di addestramento. L'apporto britannico fu determinante in questo senso: l'accordo del 1808 garantiva la presenza nell'isola di 10 000 soldati britannici, sebbene il numero potesse variare. Il massimo si ebbe nel 1810 con 17 500 unità, ma spesso i reparti venivano prelevati e dispiegati su altri fronti: ad esempio, nel 1812 Bentinck stesso fu incaricato di compiere un'azione diversiva in Catalogna e partì dall'isola con 7 000 soldati della guarnigione, ottenendo magri successi. Si stima che, al momento della sua partenza per l'Italia peninsulare, le forze a sua disposizione, tra italiani e britannici, fossero di circa 14 000 uomini. In particolare, tra questi si distinguevano gli uomini della Italian Levy, in generale disertori, prigionieri o volontari, radunati sotto il comando di Sallier della Torre. Organizzò il suo esercito in due divisioni, mischiando britannici e siciliani: la prima sotto il suo diretto comando, con circa 7 500 soldati e circa un migliaio tra ufficiali, sottufficiali e tamburini, e la seconda sotto il tenente generale MacFarlane, con circa 5 500 uomini e 750 tra ufficiali, sottufficiali e tamburini.

#### La flotta britannica nell'Adriatico
Alle forze radunate sull'isola si aggiungevano quella della flotta britannica nel mare Adriatico. Già da anni, britannici e francesi si contendevano il possesso del mare che garantiva una linea di comunicazione diretta tra l'Austria e il Regno Unito. Numerosi furono gli scontri a partite dal 1807, anno in cui le isole Ionie furono rimesse sotto il controllo francese, garantendo a questi ultimi il controllo del canale di Otranto: con una zona così ampia sotto il loro controllo, i francesi avrebbero potuto ricostruire la loro flotta e porre in serio pericolo il dominio britannico sul mare. Per impedirlo, la Royal Navy inviò costantemente diverse navi a bersagliare le imbarcazioni nemiche in tutta la zona. I vari scontri, come quello di Grado o di Lissa, minarono progressivamente il dominio francese sul mare e permisero alle navi britanniche di sottrarre ai napoleonici il controllo dell'Adriatico.
Il numero delle navi impiegate variò molto nel corso degli anni e, al momento dell'inizio della campagna di Eugenio, le forze britanniche annoveravano circa una decina di unità, sotto il comando del contrammiraglio Thomas Fremantle e del capitano William Hoste. Tra queste vi erano sicuramente la Havannah, lo squadrone di Fremantle (comprendente le navi Milford, Wizard, Eagle e Mermaid), e le navi sotto il comando di Hoste (tra cui le navi Saracen, Elizabeth e Bacchante).

### L'esercito napoletano

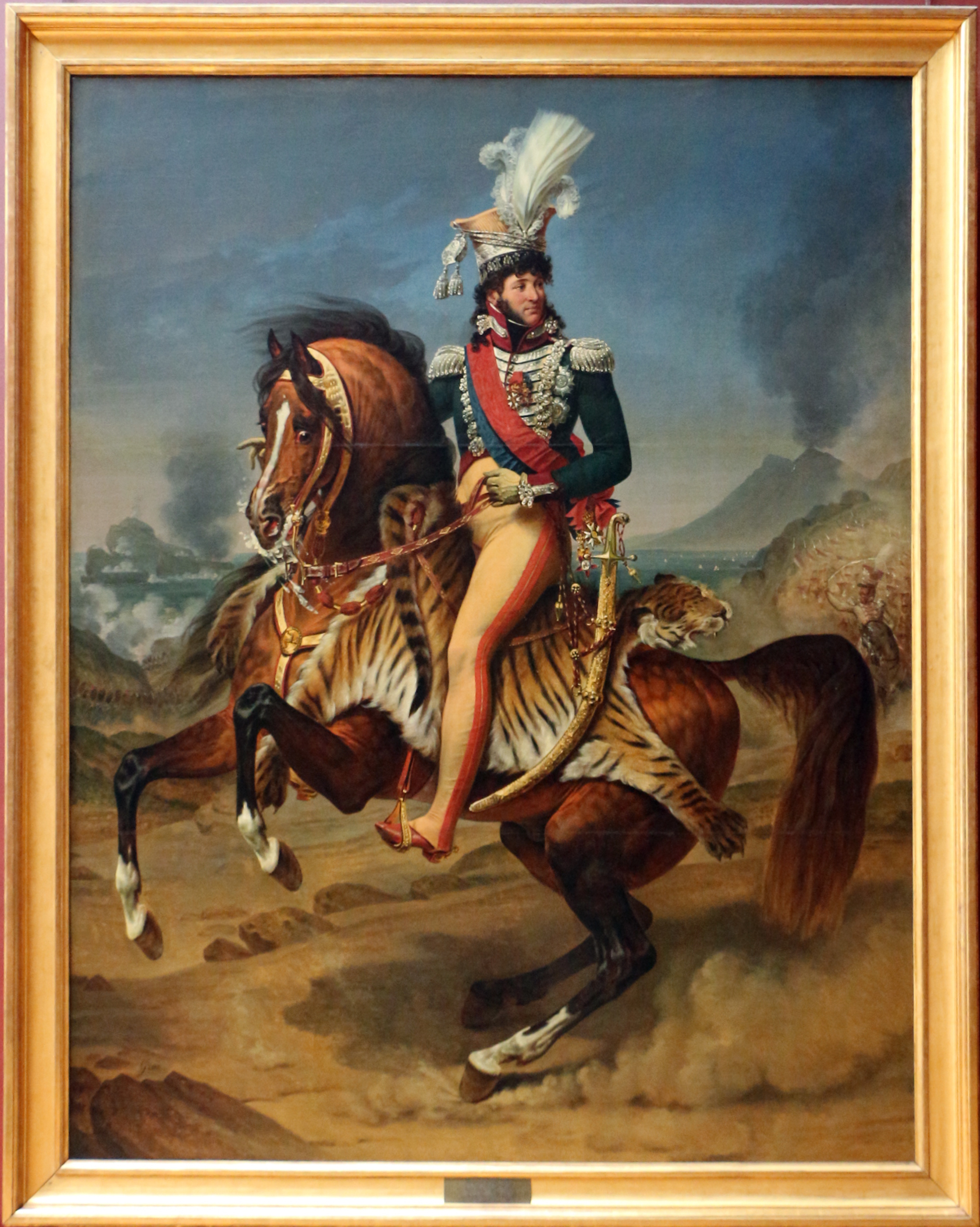
Ritratto equestre di Gioacchino Murat (1812) di Antoine-Jean Gros. Il maresciallo era noto per il suo modo di vestire eccentrico e stravagante.

L'ultimo schieramento che avrebbe potuto intervenire in forze in Nord Italia in tempi rapidi era l'esercito del Regno di Napoli. Nonostante una parte delle forze dell'ex regno borbonico fossero impegnate in Germania, con Murat stesso a prendere parte ad alcune delle battaglie più importanti, vi erano ancora delle riserve nel Sud Italia, che sarebbero potute andare a ingrossare le file dell'esercito di Eugenio per difendere la penisola. Questo non avvenne. Quasi certamente il motivo era dovuto alla rivalità di Murat con Eugenio, nata a seguito della spedizione in Russia, ma anche le ambizioni personali del maresciallo dell'Impero influirono su tale scelta: dopo aver constatato personalmente la situazione in cui versavano le armate francesi in Germania, Murat desiderava una certa indipendenza dalla Francia e l'autonomia da Napoleone stesso, mirando a fare dell'Italia un unico Stato sotto la sua persona, in un certo senso, anticipando il Risorgimento. Dopo gli eventi di Lipsia, Murat corse immediatamente in Italia, con la scusa di voler riorganizzare il proprio esercito per difendere le proprie coste dai britannici e poi accorrere in supporto ad Eugenio.
In tale occasione, poi destinata a essere il loro ultimo incontro, Murat aveva affermato di avere circa 50 000 uomini nel suo regno da poter portare sul Po. In realtà, questo non è del tutto corretto: la parte attiva dell'esercito, che in assenza di Murat era comandato dal maresciallo Pérignon, era composta da tre divisioni di fanteria e una di cavalleria, la Guardia Reale e la riserva; tutte le altre unità erano destinate a compiti di presidio. Il 15 gennaio, poco prima del suo ingresso in guerra, l'esercito napoletano era organizzato come segue:
- Murat era formalmente il comandante supremo, il suo capo di stato maggiore era il tenente generale Millet de Villenueve,[65] il comandante dell'artiglieria era il generale Pedrinelli, quello del genio il generale Colletta, l'ispettore generale di fanteria era il generale de Gambs;[64]
- la prima divisione dell'esercito, composta da 6 430 uomini e otto cannoni, era affidata al generale Carrascosa;
- la seconda divisione dell'esercito, composta da 6 480 uomini e otto cannoni, era sotto il comando del generale d'Ambrosio;
- la terza divisione dell'esercito, composta da 6 430 uomini e otto cannoni, era affidata al generale Pignatelli di Cerchiara;
- la cavalleria, 1 460 unità e otto cannoni, era comandata dal generale Livron;
- la riserva, 2 330 uomini e otto cannoni, era stata affidata al generale Pignatelli;
- l'ultima divisione, l'artiglieria di riserva, era comandata dal generale Begani e poteva contare su 600 uomini e sedici cannoni.[65]

A queste forze si aggiungeva la Guardia Reale, composta da circa 6000 uomini, tra fanti, cavalleggeri, artiglieri e marinai. Quindi, nel complesso, Murat avrebbe potuto mobilitare rapidamente 30 000 uomini al massimo.

## La campagna

### La campagna nelle Province Illiriche e nel Tirolo

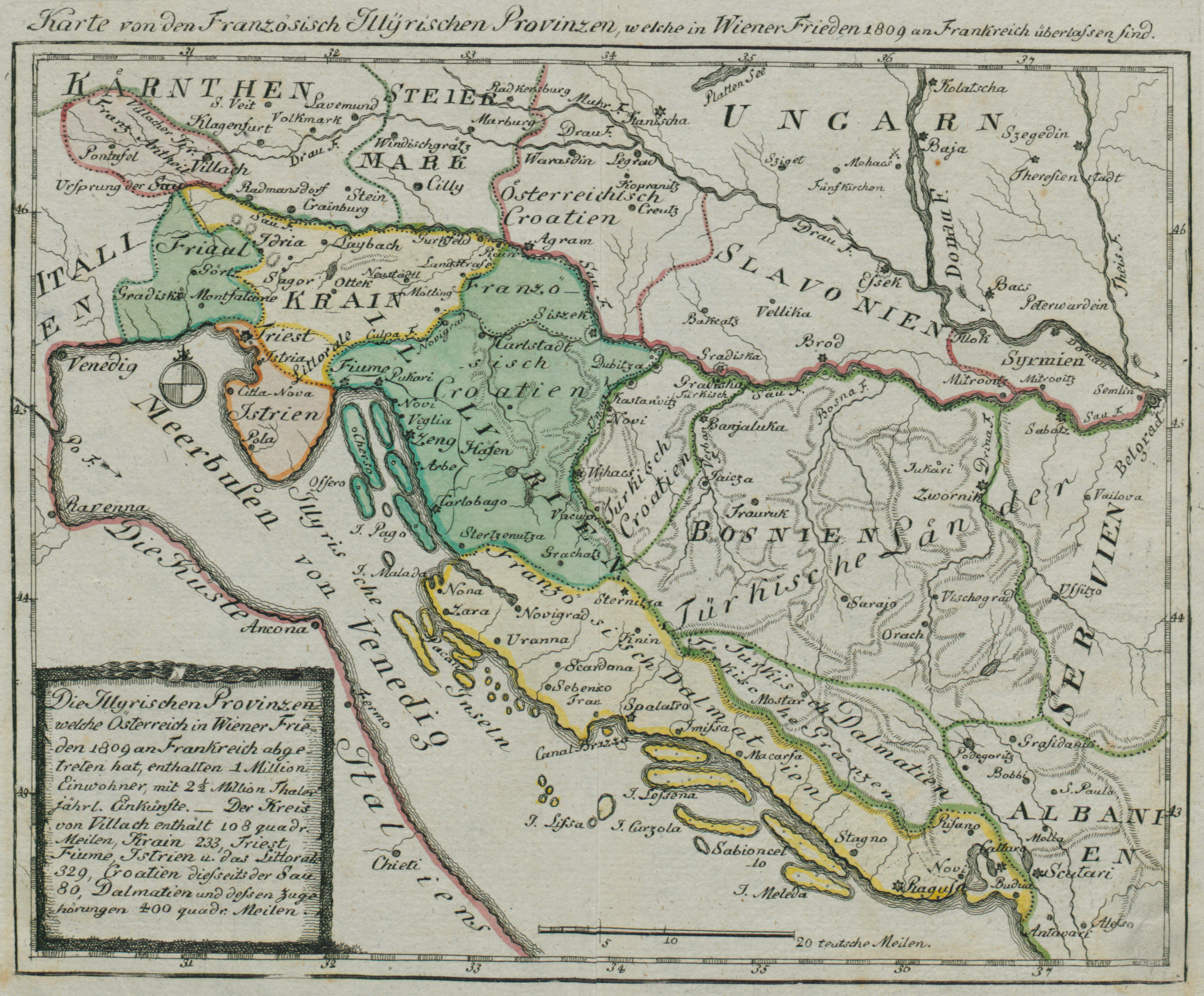
Mappa del 1813 delle Province Illiriche

Il 17 agosto, in concomitanza con la fine della tregua sancita dall'armistizio, Hiller venne informato della ripresa delle ostilità contro la Francia, leggermente in anticipo rispetto a Eugenio. Non avendo ricevuto rapporti sicuri sul posizionamento e sui movimenti delle truppe del viceré, Hiller decise che la sua priorità era impedire che queste valicassero i passi alpini e si dirigessero a ostacolare le due armate del principe di Reuss, in Austria, e di Schwarzenberg, momentaneamente stanziata in Boemia. Decise quindi di disporre il proprio esercito in modo da poter comunicare efficacemente con l'esercito del Danubio, momentaneamente difendere il territorio imperiale e fare quanto possibile per scatenare e sostenere varie rivolte nelle Province Illiriche, ostili al dominio francese: prese le divisioni di Sommariva, Frimont e Marziani e le condusse a Klagenfurt, mentre fece spostare quelle di Marchal da Leoben a Murau e di Radivojecvich da Zagabria a Karlovac. Così, mentre l'ala destra del suo esercito si preparava a fronteggiare i francesi, la sinistra poteva proseguire quasi indisturbata nelle proprie manovre nella penisola balcanica. L'arrivo delle truppe austriache fece insorgere immediatamente la popolazione illirica e disertare le truppe croate dall'esercito napoleonico: queste ultime si aggregarono all'esercito imperiale austriaco, che vide lievitare i propri numeri sino a 60 000 uomini.

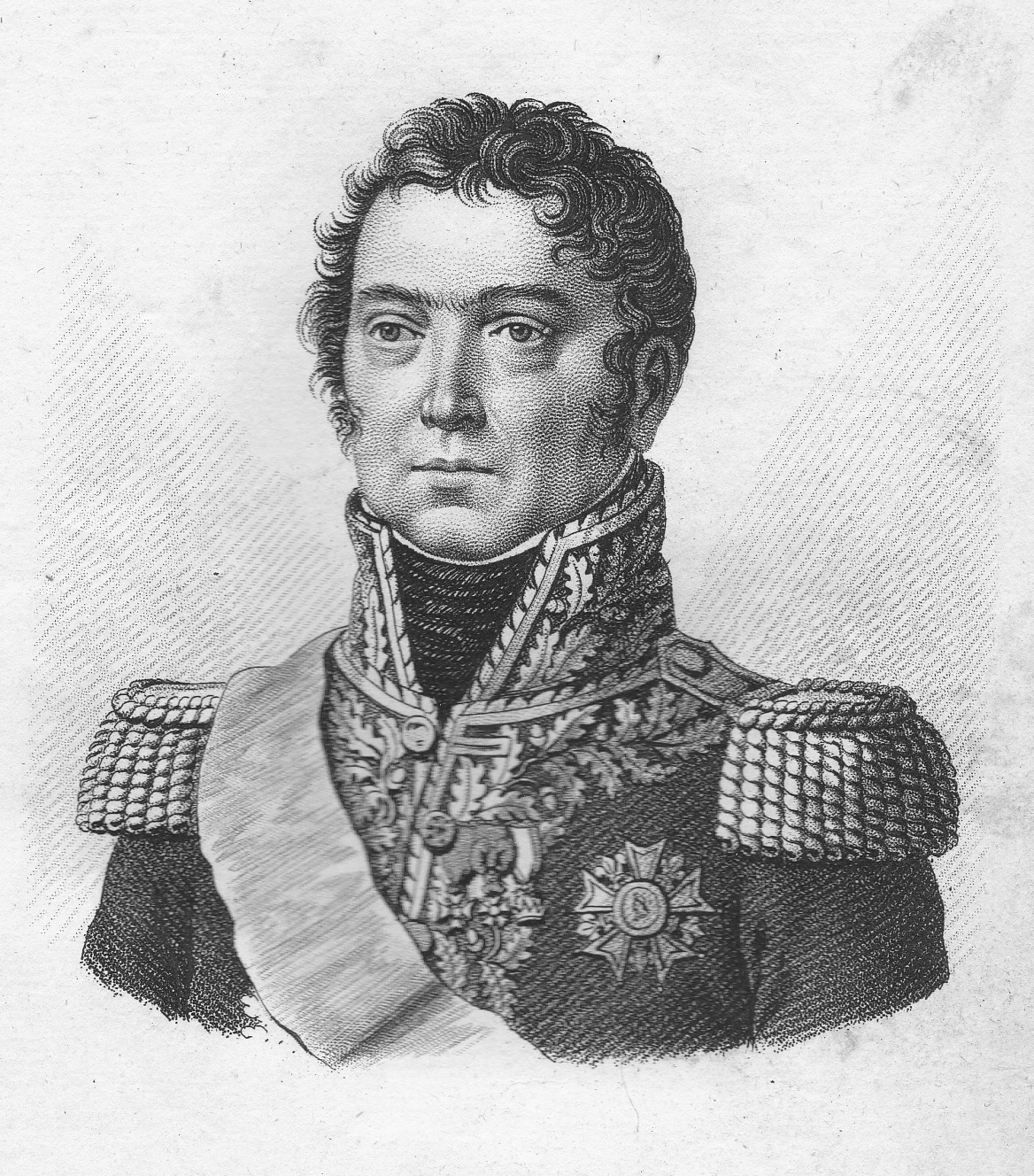
Il generale Paul Grenier

Eugenio, informato con un giorno di ritardo, decise di rispondere ai movimenti austriaci inviando la divisione di Grenier a Villaco (nel frattempo fatta evacuare da Gratien), la divisione di Palombini a Lubiana, mentre la seconda divisione si riuniva a Tarvisio. Nei giorni seguenti, attorno al 21 agosto, gli austriaci attraversarono la Drava tra Rosegg e Villaco, occupando i due paesi. All'arrivo dei francesi scaturirono alcune schermaglie: la brigata di Quesnel ebbe la meglio ed entro il 29 agosto entrambe le città vennero liberate dagli austriaci, ricacciati sull'altra sponda. Gli austriaci si trincerarono a Feistritz, tentando di difendere le proprie linee di comunicazione. Eugenio, tentando di prendere l'iniziativa, fece avanzare Grenier: le due parti si scontrarono il 6 settembre, con i francesi vincitori della battaglia. Gli austriaci di Vécsey persero circa 800 uomini, i napoleonici 250. Due giorni dopo, tuttavia, il generale Bellotti fu tuttavia sorpreso, sconfitto e fatto prigioniero a Kaplja Vas.
Nel frattempo, la situazione si evolveva anche in Istria e Slovenia. Il generale Garnier fece evacuare Fiume il 26 agosto e il 27 agosto Nugent entrò in città. Pochi giorni dopo, nei primi di settembre, le truppe di Pino avanzarono sino a Longatico, ma una serie di false notizie condizionarono il generale italiano e lo fecero esitare nell'avanzata. Mandò in avanti la brigata Ruggieri con tre battaglioni il 7 settembre, ma questi furono intercettati e sconfitti da Nugent nella battaglia di Lippa. Gli austriaci approfittarono del successo e rioccuparono l'intera Istria, ponendo il blocco allo strategico porto di Trieste. Questo non fermò l'avanzata di Eugenio, che l'11 settembre raggiunse Lubiana; venuto a sapere della sconfitta, mandò in avanti Palombini e Pino sul litorale mentre in prima persona guidava le sue forze contro quelle di Radivojevich per evitare che giungessero rinforzi in Istria: passati all'offensiva, i due italiani trovarono e attaccarono Nugent a Elsane, sconfiggendolo il 14 settembre. Il giorno seguente ripresero Fiume. In quello stesso periodo, ufficialmente per questioni di salute, Pino cedette il comando della propria divisione a Palombini. Nella Slovenia centrale, invece, le due forze si contendevano la strategica cittadina di Ivančna Gorica.

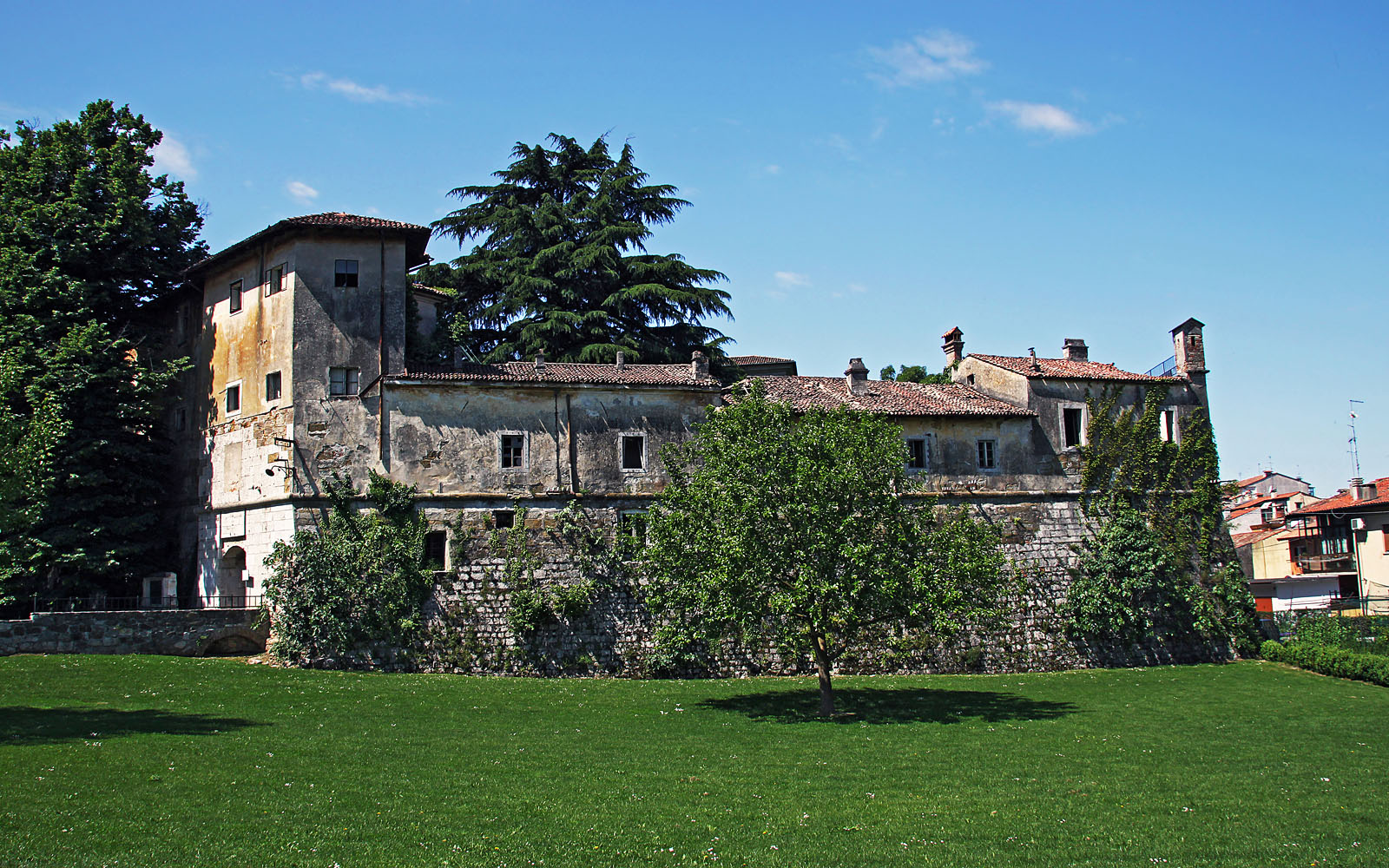
Castello di Gradisca

Il buon momento delle forze di Eugenio ebbe vita breve: il 18 settembre parte della divisione di Verdier fu attaccata a Sanct-Hermagor dalle forze di Frimont e dovette abbandonare la posizione, portando nei giorni seguenti anche all'evacuazione di Villaco e a una temporanea ritirata generale verso Tarvisio. La vittoria austriaca permise a Hiller di acquisire il definitivo controllo del passo di Loibl, ripristinando pienamente le proprie linee di comunicazione e mettendo il viceré in una posizione pericolosa: alla comparsa delle forze di Hiller nella valle dell'alta Sava, dopo aver attraversato il fiume a Kranj, Eugenio abbandonò Lubiana e fece ritorno nella valle dell'Isonzo. Anche l'ala destra dell'esercito francese stava incontrando varie difficoltà: dopo la presa di Fiume, gli eserciti austriaci in Istria avevano evitato di ingaggiare immediatamente le forze di Palombini, nel frattempo ritiratosi a Circonio. L'esercito austriaco comandato da Radivojevich, dopo essere risalito dalla Croazia, concentrò le proprie forze e attaccò i napoleonici, sconfiggendo Palombini il 27 settembre. Non potendo sostenere la posizione, Eugenio ordinò la ritirata generale nella valle dell'Isonzo: Trieste fu abbandonata, con l'eccezione di una guarnigione, e le forze prima avanzate in Slovenia si concentrarono a Gradisca e a Gorizia. L'esercito raggiunse il fiume entro il 6 ottobre.

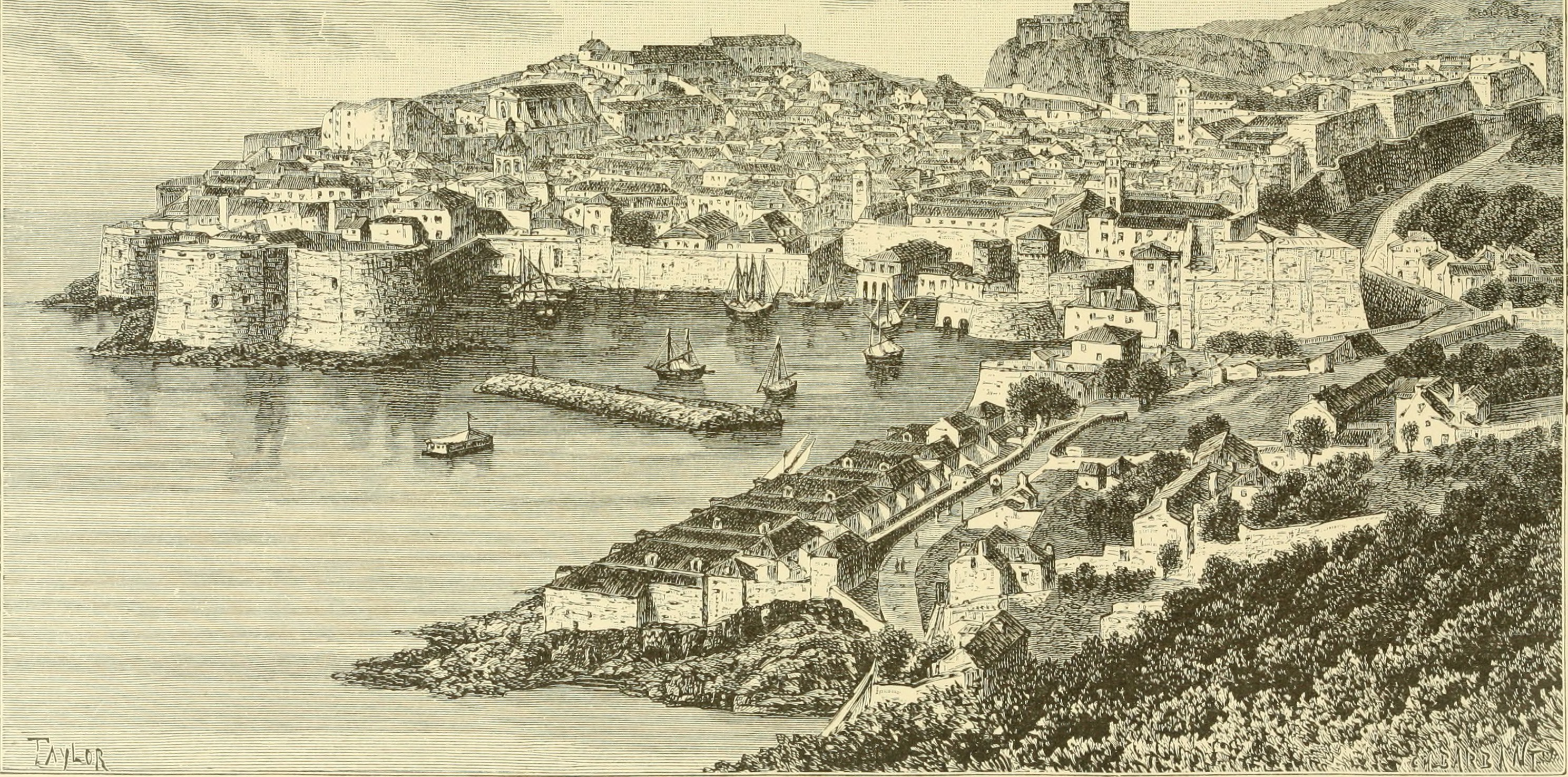
Ragusa nell'Ottocento

Allo stesso tempo, proseguivano le operazioni delle forze di Hiller contro le città portuali dell'Adriatico, ancora in possesso francese. Un corpo austriaco, al comando del generale Franjo Tomašić, fu distaccato verso sud e attraversò la Dalmazia incontrando poca resistenza: le truppe francesi, arroccate nelle poche grandi città della costa, si prepararono a essere assediate dalle forze asburgiche via terra e dai britannici via mare. L'assedio di Zara iniziò poco dopo: la fortezza della città, comandata dal generale Roize, fu circondata il 1º novembre e bombardata dal 22 novembre; un ammutinamento delle compagnie croate fu represso da Roize il 2 e 3 dicembre, ma la sua guarnigione fu ridotta a 600 uomini e dovette arrendersi agli austriaci il 6 dicembre; le truppe furono rimpatriate in Francia con la promessa di non prestare servizio prima di uno scambio di prigionieri. Anche l'assedio di Cattaro, difesa dal generale Gauthier e portato avanti dalle forze britanniche e montenegrine, dal 14 ottobre 1813 al 3 gennaio 1814, si concluse con la capitolazione francese. La piccola guarnigione francese, che contava 310 uomini, fu mandata prigioniera in Italia, e il 4 gennaio la città fu consegnata agli austriaci. Solo la guarnigione di Ragusa, comandata dal generale Montrichard, resistette ancora, ma fu indebolita dalla defezione di parte delle truppe croate e dall'agitazione delle restanti unità: l'assedio di Ragusa si concluse dopo otto giorni di attacchi guidati dagli austriaci del generale Milutinović e dai britannici del capitano Hoste. La resa della città, il 29 gennaio 1814, pose fine alla dominazione francese sulla costa illirica.

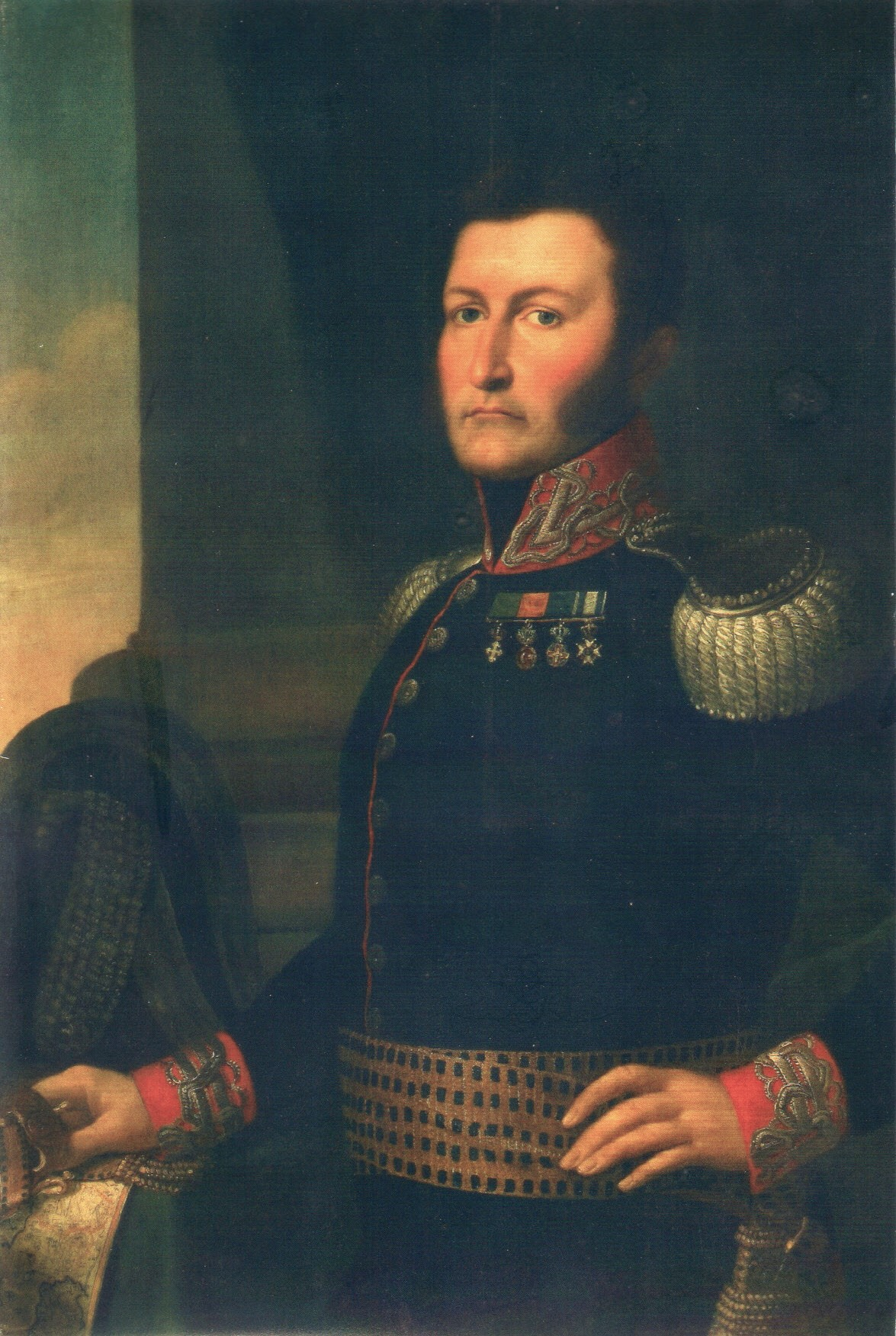
Il generale Gifflenga

All'estrema sinistra francese Bonfanti, assieme alla riserva, era avanzato nel Tirolo. Il 12 settembre il grosso della sua divisione era a Trento, mentre un battaglione occupava Bressanone e Mühlbachl; gli austriaci che si trovava ad affrontare erano solo un folto gruppo di volontari. Nei pochi scontri tra le due parti, i francesi avevano perso 100 uomini, catturati dal nemico. Bonfanti, invece di proseguire verso il territorio austriaco, iniziò a ritirarsi verso Verona. Questo atteggiamento, nonostante il 14 avesse nuovamente fatto ritorno a Trento, lo portò a essere sostituito dal generale Gifflenga, un aiutante di campo di Eugenio. Nel frattempo, l'armistizio tra il Regno di Baviera e l'Austria liberava la strada alle armate di Hiller: non avendo più nulla da temere sul loro fianco, potevano avanzare in forze verso le riserve di Eugenio. Gifflenga mantenne un atteggiamento aggressivo: avanzò completamente fino a Mühlbachl, sconfiggendo in due occasioni, il 28 settembre e il 7 ottobre, le forze austriache rivolte contro di lui, ma quando seppe dell'arrivo di una colonna di 8 000 uomini sotto il comando del generale Fenner non poté far altro che iniziare a ritirarsi verso Trento. La colonna austriaca giunse a Trento il 15 dello stesso mese, assediando la guarnigione di 400 uomini che Gifflenga aveva lasciato a guardia del forte della città. Gifflenga non ebbe scelta se non ripiegare su Volano e Rovereto.

### La ritirata delle forze napoleoniche

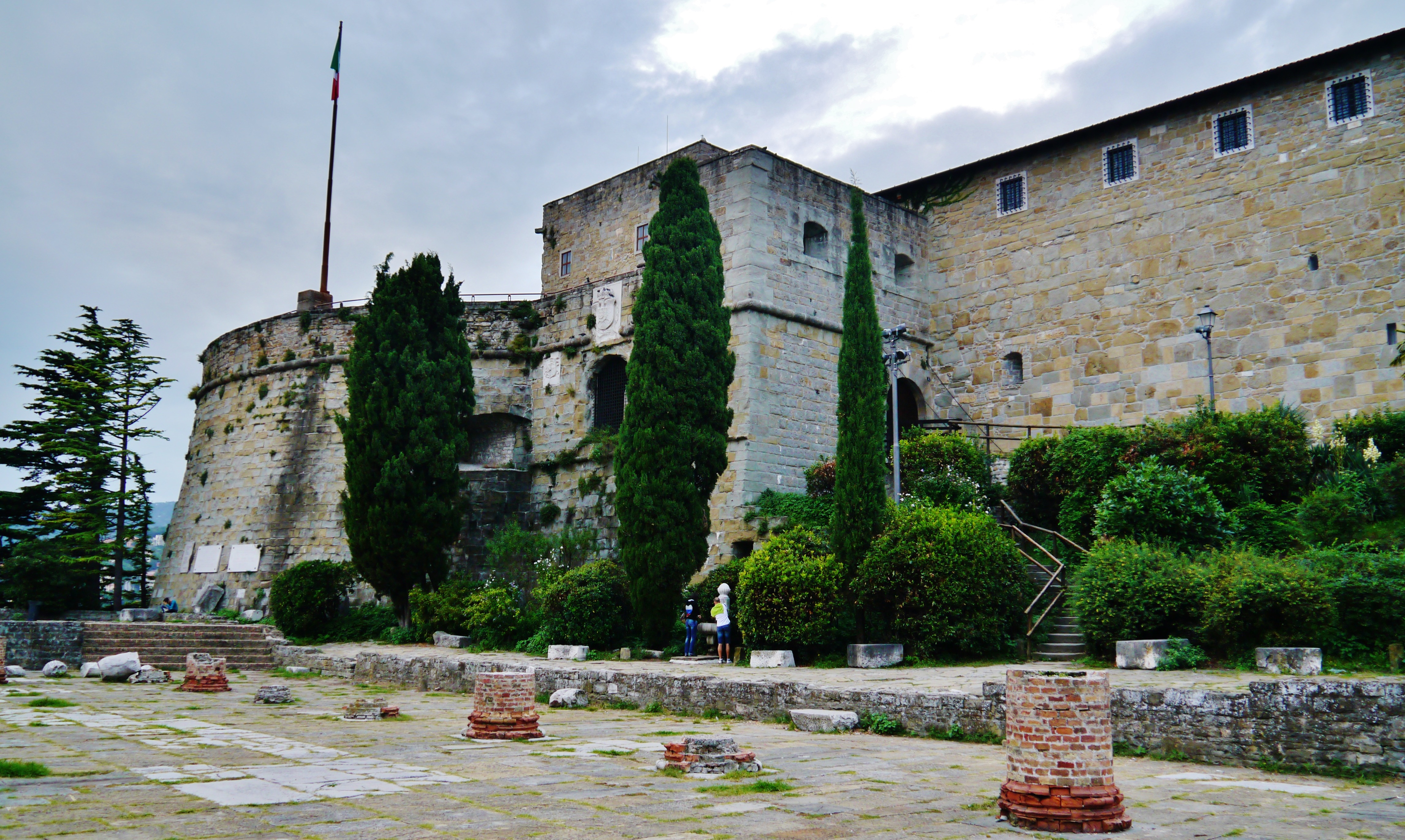
Castello di San Giusto a Trieste

Con le proprie retrovie potenzialmente inermi di fronte alla discesa delle forze austro-bavaresi nell'Alto Adige, Eugenio doveva riorganizzarsi per evitare di essere colpito alle spalle e intrappolato in Friuli. Iniziata l'evacuazione della Slovenia e dell'Istria il 27 settembre, le sue forze si attestarono prima sull'Isonzo il 6 ottobre. Alle loro spalle restava solo la guarnigione di Trieste, lasciata dal generale Fresia. La città fu poi sottoposta a un assedio a partire dal 13 ottobre: il colonnello Rabié, dopo aver resistito per 16 giorni, cedette il castello di San Giusto di Trieste a Nugent. Più a nord, invece, il generale Grenier guidava le forze raccolte nei pressi di Tarvisio. Durante la ritirata, si imbatté in tre battaglioni austriaci a Camporosso, mandati da Hiller a creare disordine nella ritirata. Le truppe di Grenier diedero un'ottima prova, rimanendo disciplinate e scacciando gli austriaci. Nei giorni successivi, iniziarono a percorrere la valle del Fella, giungendo nella pianura friulana tra Gemona, Ospedaletto e Venzone. Non vi furono altre azioni rilevanti sino al 13 ottobre, quando fu sconfitta una piccola avanguardia austriaca. 

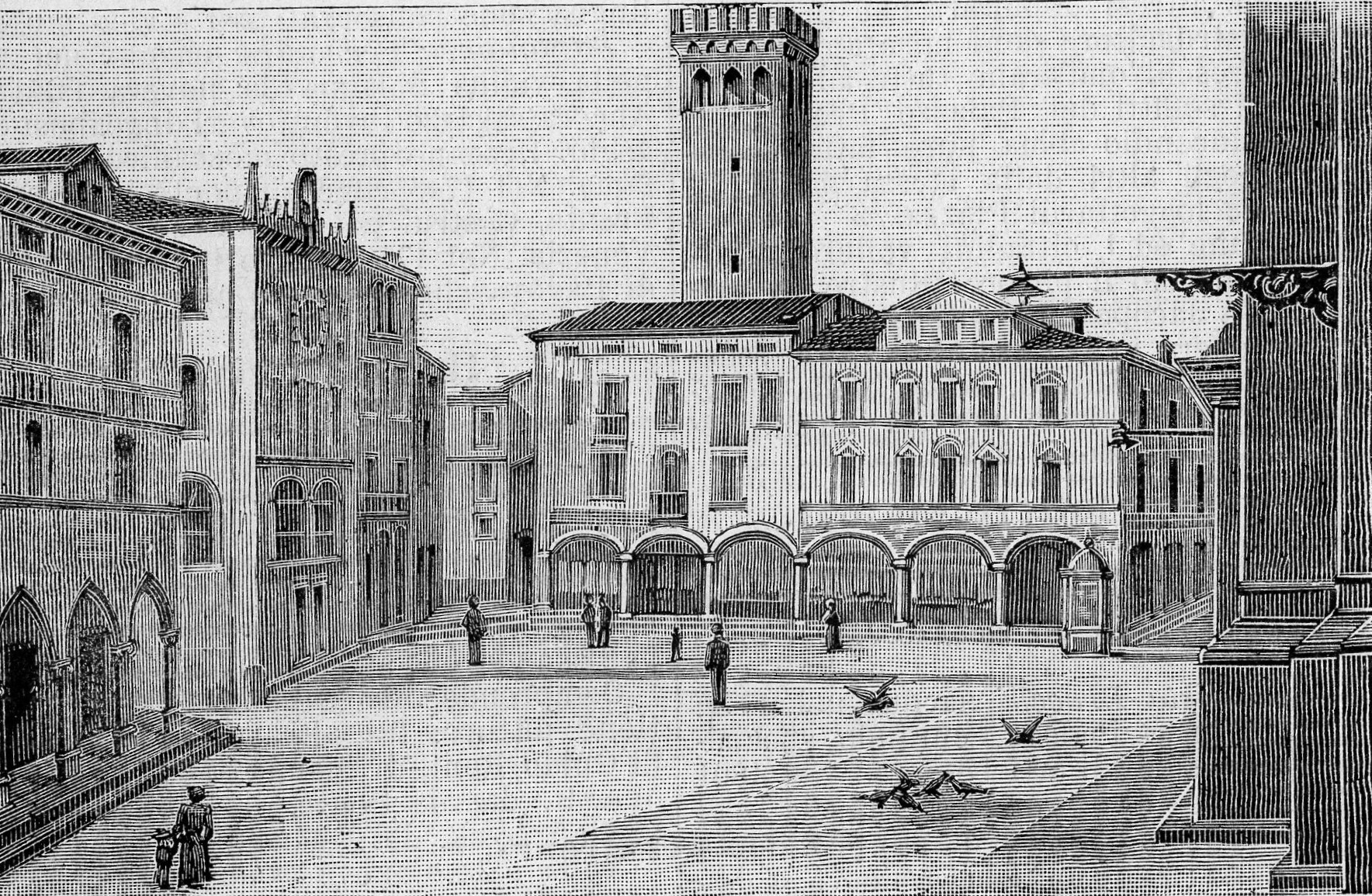
Xilografia di Bassano del Grappa del 1901

Nel frattempo Eugenio, stabilito momentaneamente il proprio quartier generale a Gradisca, elaborò delle contromisure per migliorare la propria posizione: ordinò la leva di 15 000 coscritti, oltre a una nuova divisione che stava già facendo raccogliere a Verona, e rafforzò le guarnigioni di Palmanova e di Venezia. Il suo esercito iniziò poco dopo una ritirata a scaglioni verso il Veneto, puntando a difendere la linea del Piave. Inizialmente, chiese a Palombini di dividere le sue forze: con una divisione doveva ritirarsi dietro a Conegliano mentre con l'altra doveva attendere Grenier a Codroipo, coprendo i movimenti dell'esercito. Grenier si sarebbe poi dovuto muovere verso Belluno e Feltre, bloccando le avanguardie di Hiller e permettendo al resto dell'esercito di compiere il proprio movimento su Verona in relativa tranquillità. Il 30 ottobre i franco-italiani conclusero l'attraversamento del Piave con successo, e il nuovo quartier generale fu posto a Spresiano.

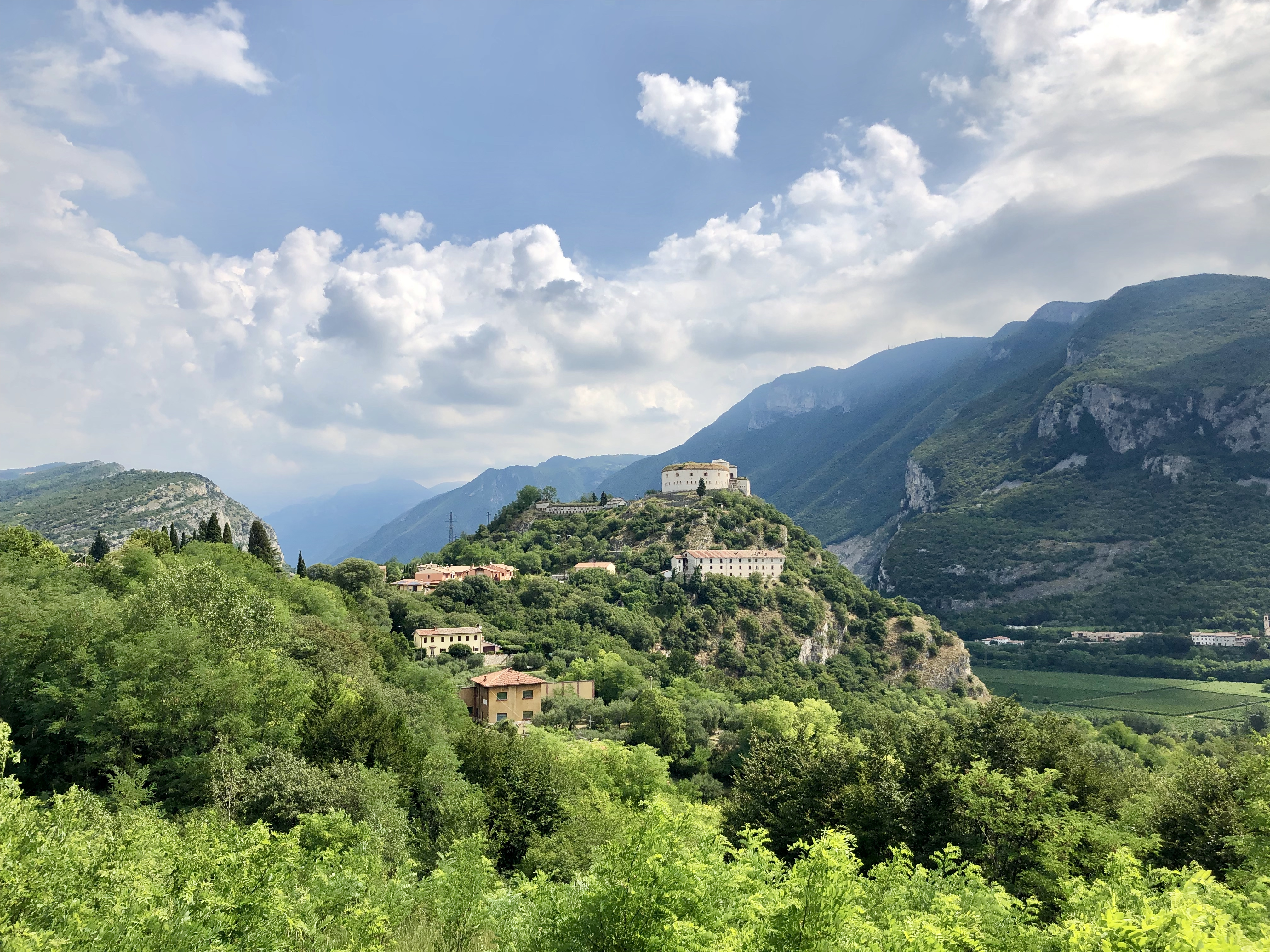
Forte di Rivoli Veronese

Intanto, il 24 ottobre l'esercito austriaco di 50 000 uomini al comando di Radivojevich, favorito dall'entrata in guerra della Baviera, entrò nel territorio del Regno d'Italia in due colonne da est, tra le Alpi e la costa adriatica. Tre giorni dopo il generale Eckhardt, passando per la valle del Piave e poi attraverso Feltre, arrivò a Bassano il 25 ottobre, anticipando i napoleonici. Mentre le forze di Eugenio si ritiravano passando per la pianura, quelle di Hiller cercarono di aggirarle passando per le montagne del Trentino: avendo preso Trento e venendo coperti dalle forze di Fenner, gli austriaci si diressero prima a Bolzano e successivamente cercarono di aprirsi un varco nelle linee nemiche, cercando di sfondare lungo le valli del Brenta e dell'Adige. Il 27 ottobre, le forze del generale Gifflenga vennero attaccate dagli austriaci a Serada e a Volano. Inizialmente i franco-italiani riuscirono a porre una certa resistenza, ma gli austriaci di Vlašić, sostenuti dalle forze del generale Sommariva, prevalsero, forzando gli uomini di Gifflenga ad abbandonare la loro posizione. La ritirata proseguì il giorno successivo, quando i soldati di Gifflenga e Mazzucchelli si stabilirono a Rivoli Veronese e a Ferrara di Monte Baldo; un'eventuale ulteriore ritirata sarebbe stata sostenuta da Palombini, arrivato a Verona lo stesso giorno.
Il movimento di Palombini lasciò scoperte la posizione di Bassano: Grenier dovette indietreggiare e gli austriaci di Eckhardt ne approfittarono per attaccare il villaggio di Casoni e disturbare momentaneamente le comunicazioni dei franco-italiani. Grenier fece immediatamente riprendere il villaggio, che nonostante un rinnovato attacco austriaco non cambiò possessore. Il viceré, giunto la sera del 30 a Rossano, volle che fosse tolta agli austriaci la posizione di Bassano, da dove avrebbero potuto disturbare la marcia dell'esercito franco-italiano. Il 31 ottobre il generale Grenier si mosse con il suo corpo diviso in tre colonne: i franco-italiani si precipitarono avanti con tale impeto che i loro nemici furono travolti e cacciati in poche ore. Gli austriaci, che cercarono invano di mantenere la posizione a Bassano per coprire la ritirata, furono messi in rotta. Questo successo permise all'esercito franco-italiano di continuare la ritirata senza ostacoli: con gli austriaci già sul Tagliamento, Eugenio decise di fermarsi sull'Adige. Il nuovo quartier generale fu stabilito a Verona il 6 novembre.

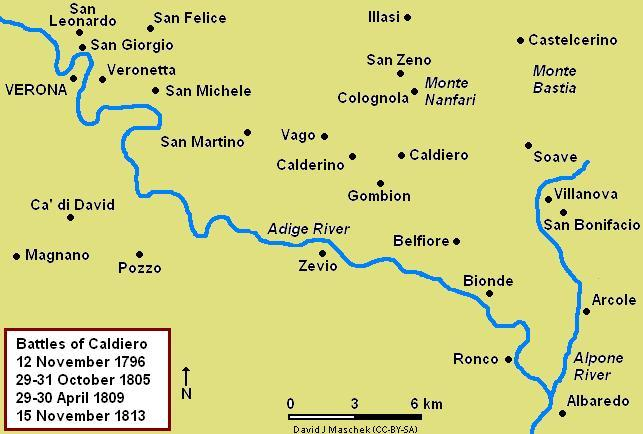
Mappa del Veronese

La ritirata delle forze del viceré ebbe effetti negativi sull'esercito, in particolare colpendo la fedeltà degli uomini reclutati nei territori invasi dall'Austria: tra diserzioni, guarnigioni lasciate lungo il percorso e caduti in battaglia, le forze di Eugenio erano scese da circa 50 000 uomini a poco più di 32 000. Ritenendo insensato mantenere attiva la divisione di Gratien, particolarmente colpita dalle diserzioni, tra il 5 e il 6 novembre Eugenio riorganizzò il proprio esercito: fu diviso in due corpi, uno al comando di Grenier, l'altro sotto Verdier, che si sarebbero occupati rispettivamente della difesa del basso corso dell'Adige e della linea tra Bergamo e Brescia. Le sei divisioni inizialmente create furono ricompattate, in modo da crearne quattro. Le divisioni sotto il comando di Verdier furono poste a Rivoli e a Bussolengo, con una riserva a Castelnuovo; quelle di Grenier furono assegnate alle alture di San Leonardo, con il compito di proteggere Veronetta, mentre l'altra fu divisa tra Ronco e Verona, con il compito di sorvegliare l'Adige sino a Legnago. Nel frattempo, anche la guarnigione di Venezia venne considerevolmente rafforzata, portandola a un totale di circa 8 000 uomini e oltre 300 cannoni. Va infine segnalato che Fouché, precedentemente ministro della polizia nell'Impero francese e recentemente appuntato a governatore delle Province Illiriche, era giunto a Bologna il 6 novembre, poco prima che la città di Venezia, nella quale risiedeva, fosse posta sotto blocco navale.

### Gli scontri in Pianura Padana
Mentre le forze di Eugenio si riposizionavano sull'Adige, Hiller stava manovrando le proprie forze per passare all'offensiva. Si trovava, assieme al grosso del proprio esercito, a Trento ed era intenzionato a percorrere la Valsugana per raggiungere Bassano e Vicenza, coperto da Sommariva che avrebbe spinto i suoi uomini verso Rovereto. Saputo da dei disertori della posizione delle truppe francesi presso Chiusa, Vlašić iniziò a muoversi verso la Val Trompia, mentre il resto dell'esercito, comandato da Radivojevich, si spostava nella pianura veneta, rimanendo tra Castelfranco, Cittadella e Vicenza. Eckhardt fungeva da collegamento tra questo gruppo e l'armata ai diretti ordini di Hiller. Restava separato dal resto dell'esercito il corpo di Marchal, assistito dalla flotta di Fremantle, a cui era stato assegnato il compito di assediare Venezia, difesa dal generale Séras. Altre ottime notizie giunsero per le forze imperiali austriache: la divisione del maresciallo von Pflacher stava giungendo in loro soccorso e il Consiglio aulico di Vienna aveva stanziato come rinforzi per il suo esercito altri 39 battaglioni e 14 squadroni di cavalleria.

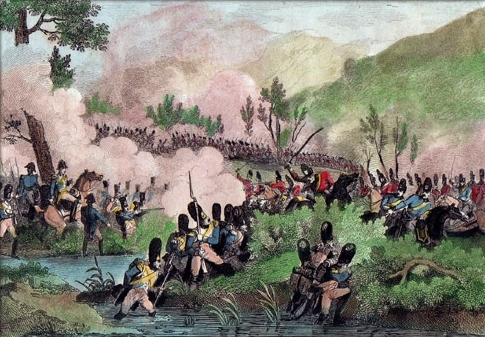
Dipinto della battaglia di Caldiero del 1805

Eugenio non era a conoscenza dei movimenti di Hiller verso la pianura ed era ancora convinto che Radivojevich fosse "isolato". Questo lo spinse a credere di avere una netta superiorità numerica, almeno per il momento, e che avrebbe potuto approfittarne per attaccare immediatamente i suoi nemici nella valle dell'Adige. Il 9 novembre, mentre le forze di Gifflenga respingevano alcuni reparti austriaci nella Val Trompia, Eugenio prese con sé due divisioni, quelle di Palombini e di Rouyer, e marciando su entrambe le sponde dell'Adige si avvicinò alle posizioni austriache di Brentino Belluno: le due divisioni, ordinate in colonna, attaccarono gli avamposti austriaci e li misero in fuga. Il viceré sperava di attirare l'attenzione di Hiller e scongiurare ulteriori attacchi verso Brescia. Informato dai suoi ricognitori della presenza di una grossa divisione a Caldiero, con la quale ingaggiò un breve combattimento, Eugenio fece ritirare i propri soldati dalle posizioni appena prese e fece ritorno a Verona. Deciso ad attaccare gli austriaci, Eugenio fece completare i preparativi per il 14 novembre, ma la pioggia torrenziale caduta in quel giorno fece slittare di un giorno l'attacco. Alle sette del mattino del 15 novembre, le brigate Jeanin e Deconchy, supportate da Bonnemains, attaccarono Caldiero, difesa dal reggimento Jelačić: i franco-italiani ebbero la meglio e, dopo una lunga battaglia, gli austriaci, stremati dalla fatica, decise infine di ritirarsi. Quattro giorni più tardi, un nuovo scontro tra le due forze ebbe luogo a San Martino e San Michele. Inizialmente, gli austriaci attaccarono Vago, tenuta dalla brigata di Jeanin che resistette alla pressione nemica; Marcognet, stanziato a proprio a San Martino, si rese conto dei movimenti austriaci diretti contro la sua posizione e chiamò a sé le altre forze franco-italiane. Soverchiati dagli attacchi degli asburgici, i franco-italiani si ritirarono ulteriormente a San Michele, dove, nonostante la sproporzione di forze in favore degli austriaci, riuscirono a resistere, mantenendo quest'ultima posizione e cacciando il nemico.

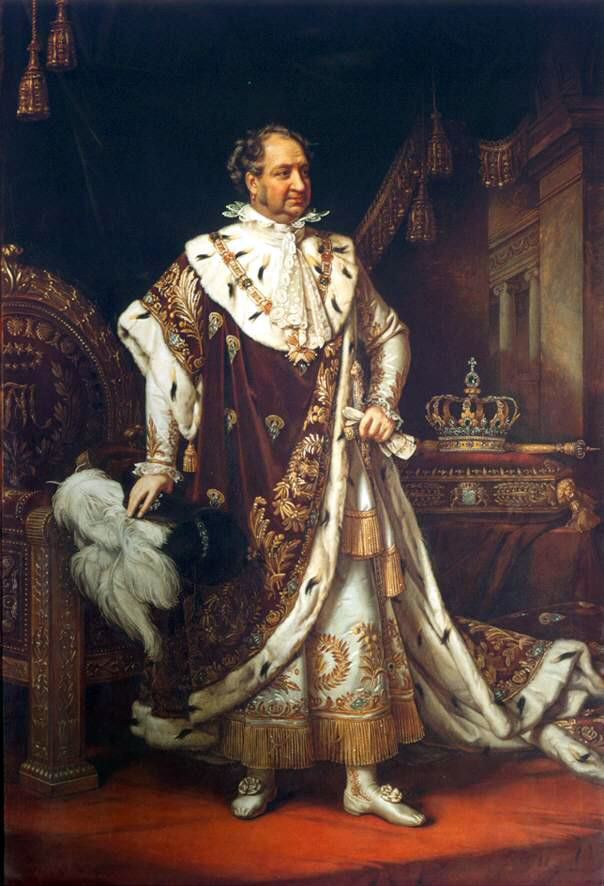
Massimiliano I Giuseppe, re di Baviera

Dopo lo scontro a San Martino, una situazione di stallo si era creata sul fronte dell'Adige, con entrambi gli eserciti inattivi. In tutto ciò, il 22 novembre, un parlamentare austriaco si presentò a San Michele, territorio controllato dalle forze di Eugenio, con una missiva da consegnare personalmente al viceré d'Italia. Il messaggero, in realtà il principe di La Tour e Taxis, aiutante di campo scelto dal re di Baviera e suocero di Eugenio, Massimiliano I Giuseppe, era stato personalmente inviato dal monarca per consegnare a Eugenio una proposta di pace, suffragata da Metternich: una dieta degli Stati tedeschi si era raccolta a Francoforte per gestire gli eventi che sarebbero seguiti in seguito agli eventi della battaglia di Lipsia, e aveva incaricato il re bavarese di recare un'offerta a Eugenio per strappare l'Italia a Napoleone senza ulteriori spargimenti di sangue. La lettera conteneva la raccomandazione firmata dallo stesso re e una proposta per rendere l'Italia indipendente dalla Francia, confermando che anche Murat stava trattando con gli alleati. Eugenio, intenzionato a rimanere fedele al padre adottivo, decise di rifiutare la proposta, proseguendo la lotta armata contro l'Austria anche a costo della propria salute e della propria famiglia. Il messaggero austriaco, abbandonato il campo francese, portò una lettera di istruzioni a Hiller, al momento fermo a Vicenza: in pochi giorni, il suo sostituito sarebbe arrivato in Italia.

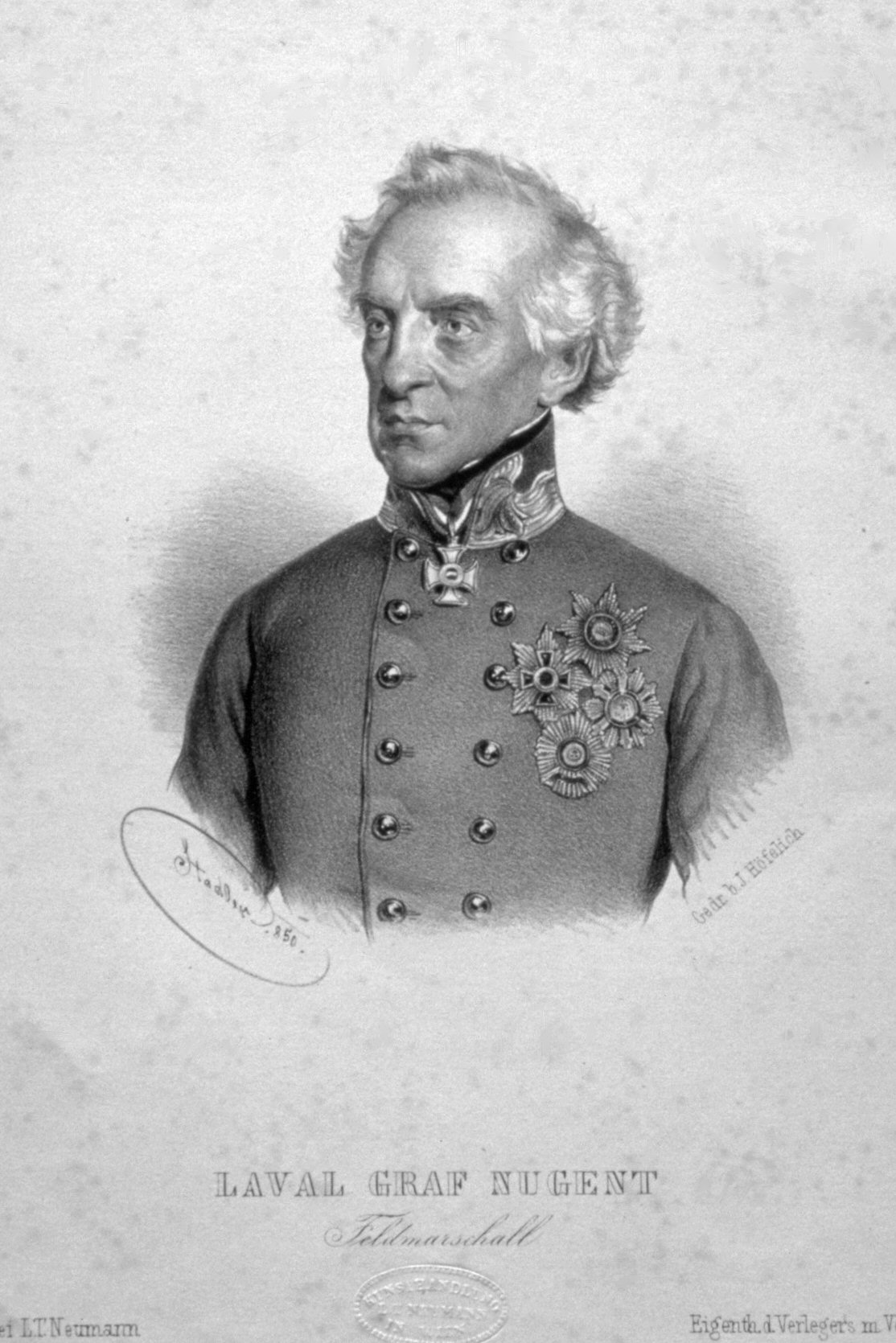
Il generale Nugent von Westmeath nel 1850

Lo stesso giorno della battaglia di Caldiero, un contingente austro-britannico sbarcò in Romagna. Infatti, completato l'assedio di Trieste, Nugent si mise d'accordo con i britannici per portare le proprie truppe dall'altro lato dell'Adriatico. Il suo reale obiettivo erano le foci del Po. Non potendo mantenere segreta un'operazione lunga come l'imbarco delle proprie truppe, fece circolare varie voci, suggerendo che gli austriaci sarebbero sbarcati a Zara o a Venezia, entrambe ancora in mano francese. Il 10 novembre, appena i venti furono favorevoli per partire, gli uomini di Nugent salparono da Trieste. A trasportarli erano le navi britanniche Eagle, Tremendous e Wizard, e tre cannoniere austriache frettolosamente armate. Complessivamente, avevano preso il mare circa 2 000 soldati di fanteria e 73 ussari austriaci, 600 soldati britannici e dodici pezzi di artiglieria. I forti venti resero la traversata complicata, ma il 14 novembre la flottiglia giunse di fronte alla costa romagnola. Agendo in concerto con le forze di Josias Rowley, gli uomini di Nugent riuscirono a sbarcare presso Goro il giorno seguente e in quattro giorni conquistarono Gorino, Po di Gnocca, Comacchio, Magnavacca, Ferrara e Rovigo. Eugenio non poteva ignorare lo sbarco delle forze della Coalizione, che metteva a rischio la foce del Po e tutti i dipartimenti francesi sull'Adriatico. I generali francesi Deconchy e Marcognet lanciarono un tentativo di riconquista del Polesine, ma fallirono senza impedire a Nugent di continuare ad avanzare, occupando Ravenna il 10 dicembre e raggiungendo il giorno seguente Badia Polesine. Più successo ebbe la sortita del generale Pino, che riuscì a riprendere il 26 novembre Ferrara.
Nelle ultime settimane dell'anno 1813 austriaci tentarono di entrare in Lombardia passando per Brescia, ma furono intercettati dalle forze di Gifflenga in Valcamonica: furono sconfitte una prima volta a Edolo il 7 dicembre dal colonnello Neri e nuovamente battuti a Ponte di Legno dallo stesso comandante a fronte di un secondo tentativo di invasione. Abbandonando il progetto, gli austriaci si ritirarono in Val Gallinera. Nel frattempo le truppe britanniche e del Regno di Sicilia tentarono invano di sbarcare in Toscana per provocare una sollevazione delle popolazioni locali. Una prima sortita fu effettuata da parte di un corpo di spedizione di 1 500 uomini, alla guida del colonnello borbonico Catinelli e trasportato sulle navi britanniche. Tale squadrone era comandato dal capitano Rowley e comprendeva le navi America, Armada, Impérieuse, Furieuse, Mermaid e Termagant. Il contingente, sbarcato a Viareggio il 10 dicembre e preso possesso dell'area, riuscì a occupare Lucca e a spingersi fino a La Spezia, per poi ripiegare rapidamente. Lo stesso corpo tentò nuovamente uno sbarco nel tentativo di prendere il porto di Livorno. Fallite le operazioni, il contingente duo-siciliano fu reimbarcato il 16 dicembre successivo, rientrando in Sicilia.

### La defezione di Murat

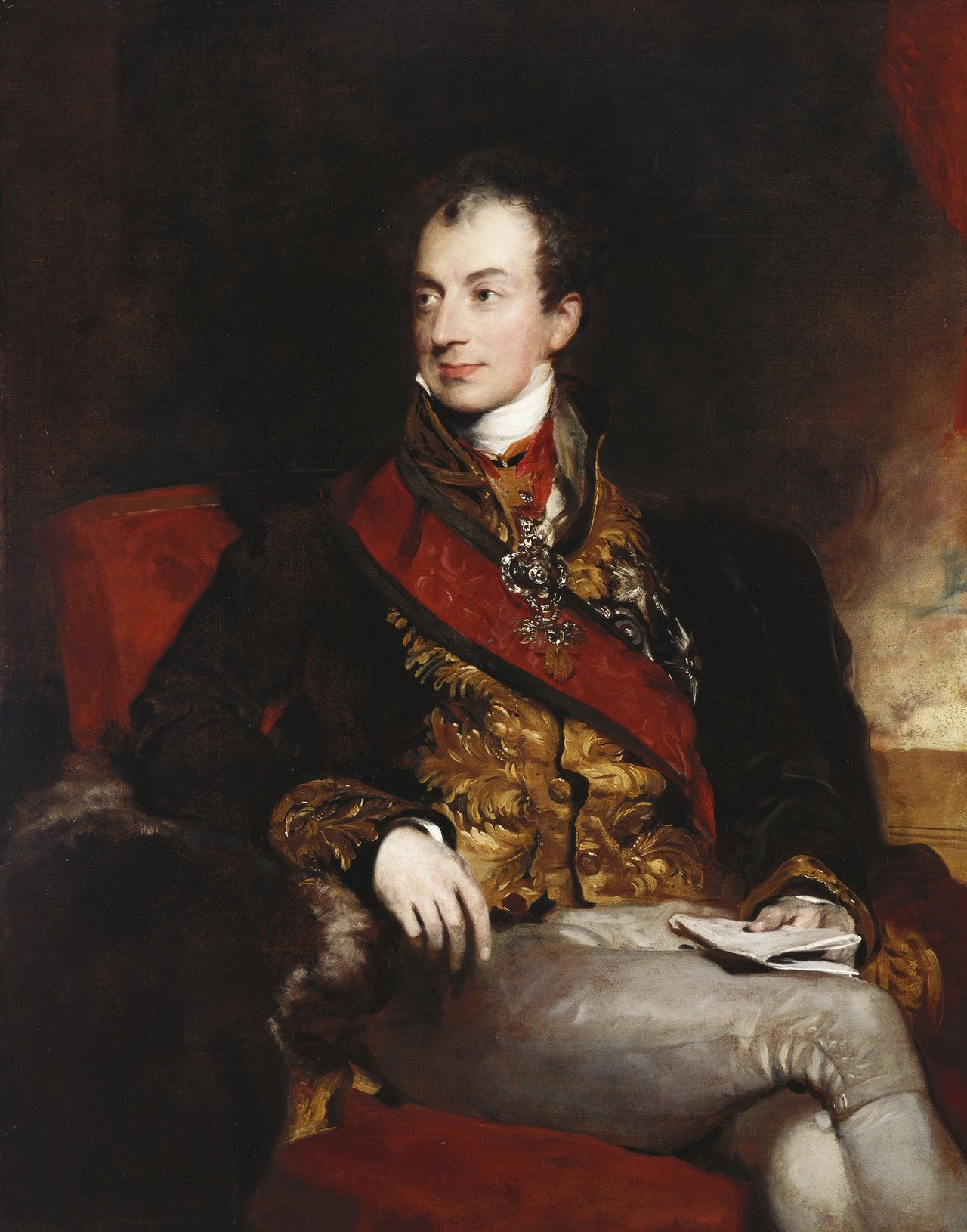
Klemens von Metternich, il Cancelliere austriaco

Le tensioni tra il Re di Napoli e l'Imperatore dei francesi si erano accumulate nel corso degli anni: Napoleone, sempre vigile sulla condotta dei propri alleati, interferì numerose volte nelle questioni interne del regno partenopeo, obbligando in più di un'occasione Murat a rivedere le proprie decisioni e ad adeguarsi alla linea imposta dalla Francia. Questo atteggiamento infastidiva profondamente il maresciallo, che desiderava ardentemente avere un regno indipendente dalla Francia e soprattutto da Napoleone. Accarezzava l'idea di un'Italia unita sotto il suo comando e la disastrosa guerra in Russia aveva immediatamente messo in pericolo questo sogno. Murat, che nel dicembre 1812 era stato incaricato di sostituire Napoleone al comando dei resti della Grande Armée, si allontanò dalla Polonia nei primi giorni del gennaio successivo per tornare a Napoli. L'incidente fece infuriare Napoleone che, per salvare le apparenze, fece pubblicare un annuncio sul Moniteur dove sminuì le abilità di comando di Murat, affermando che Eugenio, al quale Murat stesso aveva consegnato il comando dell'esercito, fosse un generale più adatto per gestire grandi armate.
I rapporti tra i due si incrinarono definitivamente, sebbene Murat accettò comunque di prendere il comando della cavalleria nella seconda parte della campagna di Germania del 1813 pochi mesi più tardi: già da marzo il re di Napoli aveva fatto contattare gli ambasciatori austriaci e stava cercando di trovare con essi un accordo per avere salvo il suo regno, anche se questo avesse voluto dire rinunciare alla Sicilia. D'altra parte, sebbene l'Austria rappresentasse il possibile miglior alleato sul continente, Murat doveva anche assicurarsi l'appoggio dei britannici, che da anni proteggevano i legittimi re di Napoli a Palermo. Un primo tentativo in questa direzione fu effettuato a maggio, quando gli ambasciatori di Murat si recarono segretamente a Ponza, occupata dai britannici, e tentarono di intavolare una trattativa con Bentinck. I termini posti da Bentinck, che riteneva la posizione di Murat piuttosto precaria, non piacquero affatto al francese: avrebbe dovuto rinunciare al suo trono a Napoli, ricevendone un altro equivalente a fine del conflitto, e inoltre avrebbe immediatamente dovuto cooperare con le forze della Coalizione, portando il suo esercito in Italia settentrionale. Sperando di poter ottenere da Metternich condizioni migliori, i contatti tra napoletani e britannici si conclusero rapidamente senza alcuna intesa.

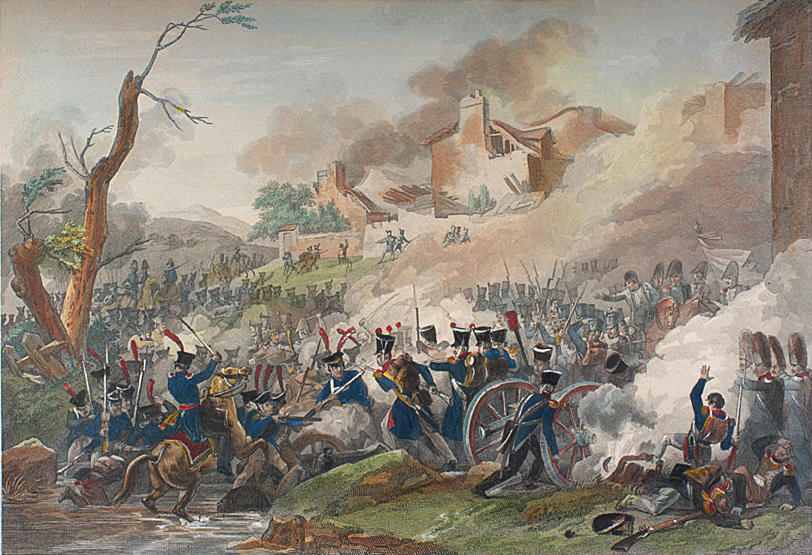
La battaglia di Lipsia

Raggiunta Dresda pochi giorni prima della fine dell'armistizio, Murat fu uno degli ufficiali che tentarono con maggiore sforzo di convincere Napoleone alla pace, cosa che il suo stesso esercito, ormai stremato, gli chiedeva. L'imperatore non riuscì ad accettare le richieste necessarie portate a lui da Metternich e così la guerra proseguì. La sconfitta di Lipsia tolse al re di Napoli ogni speranza di poter ottenere quello che cercava restando fedele alla Francia. Nel suo ultimo incontro con Napoleone disse che sarebbe andato a Napoli per prendere il suo esercito e portarlo in Nord Italia, cosa che si era rifiutato di fare nei precedenti mesi. Che vi fosse qualche intesa tra Murat e Metternich era piuttosto evidente: nonostante il Regno di Napoli e l'Austria fossero formalmente in guerra, gli ambasciatori imperiali, in particolare il conte Felix von Mier, non lasciarono mai la capitale partenopea e lo stesso fecero i corrispettivi napoletani a Vienna. Pare che Napoleone avesse inviato Fouché a Roma e poi a Napoli per cercare di convincere Murat a non tradire la causa francese, ma l'atteggiamento ambivalente e le tempistiche dell'ex ministro in questi momenti critici per lo Stato francese lasciano credere che ben poco sia stato effettivamente fatto da parte sua per svolgere la missione a lui affidata.

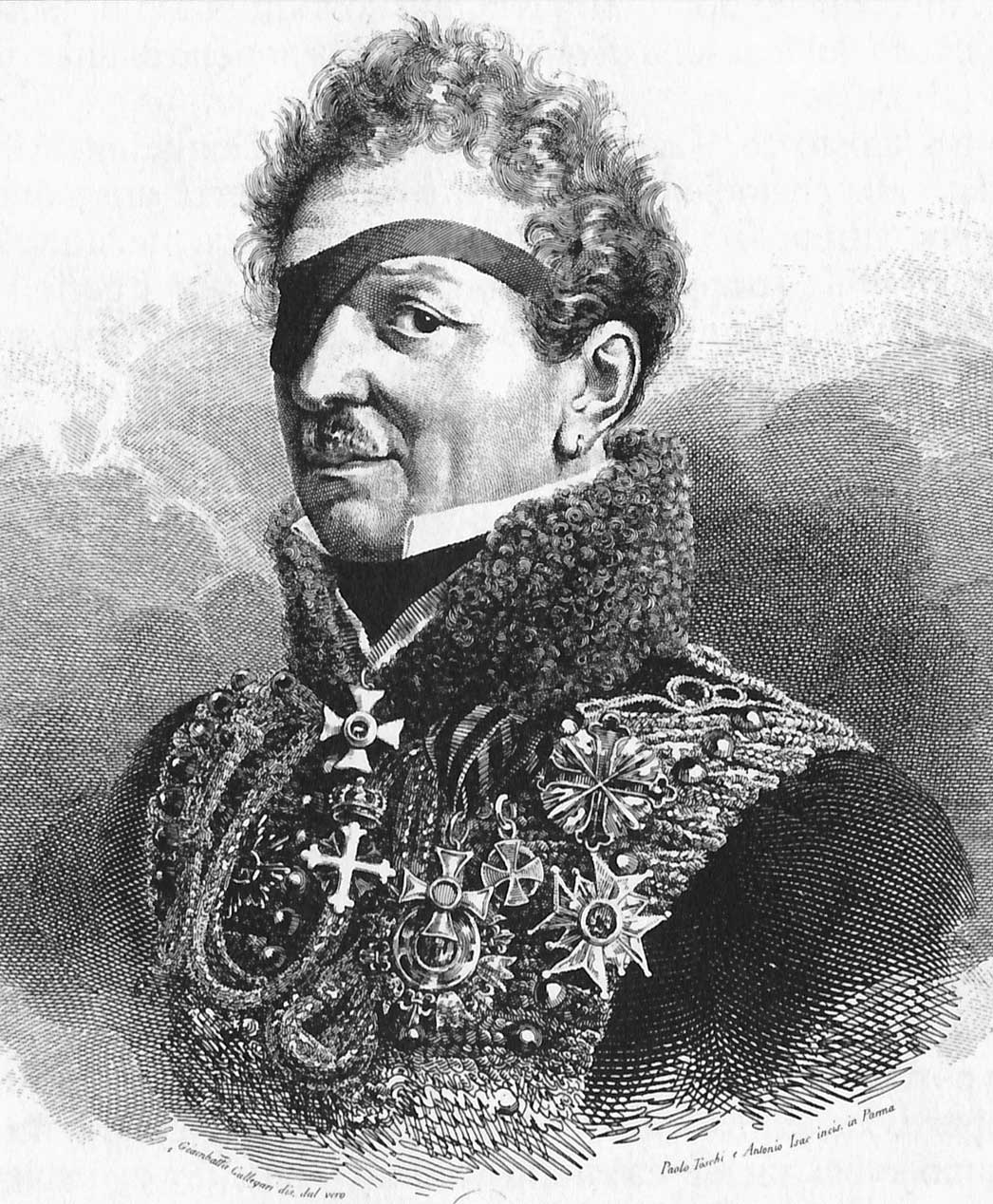
Il conte Neipperg

Rientrato a Napoli il 4 novembre tra la sorpresa generale, Murat attuò una serie di provvedimenti atti a guadagnare il favore dei britannici e a ricollocare il suo regno in una posizione più distante dalla Francia nello scacchiere internazionale, seppur cercando di mantenere ancora le apparenze della propria alleanza con Napoleone. Fece riaprire i porti alle navi recanti bandiera britannica l'11 novembre e il giorno seguente scrisse all'imperatore francese, offrendo di portare 40 000 uomini sul Po per difendere il Regno d'Italia. Quest'offerta veniva al prezzo dell'indipendenza stessa della penisola. Tutto questo accadeva mentre Murat stava interpellando von Mier, rappresentante degli austriaci a Napoli, per ottenere un accordo. Allo stesso tempo, Murat inviò un agente, Schinina, a dialogare con Bentinck in Sicilia, nella speranza di trovare il benestare dei britannici riguardo alle richieste del riconoscimento del suo regno. La cosa non era affatto scontata, visti i risultati delle precedenti trattative e la presenza della famiglia reale borbonica a Palermo sotto la protezione britannica, che reclamava il trono del Regno di Napoli. Murat propose un armistizio, ma Bentinck esitò a trattare, forse turbato dalle mire del maresciallo francese sull'Italia, forse dall'influenza che avrebbe avuto l'Austria sul regno. Non trovando l'altra parte ben disposta ad alcun dialogo, Schinina fece ritorno a Napoli a mani vuote. L'arrivo del nuovo e inesperto ambasciatore britannico a Vienna, Lord Aberdeen, e la volontà di Metternich di sottrarre a Napoleone un valido alleato furono cruciali: a dicembre il cancelliere austriaco decise di concludere gli accordi per il riconoscimento del Regno di Napoli e il suo ingresso nella Coalizione. Delle negoziazioni per conto austriaco fu incaricato il conte Neipperg, che avrebbe informato Bentinck degli sviluppi.

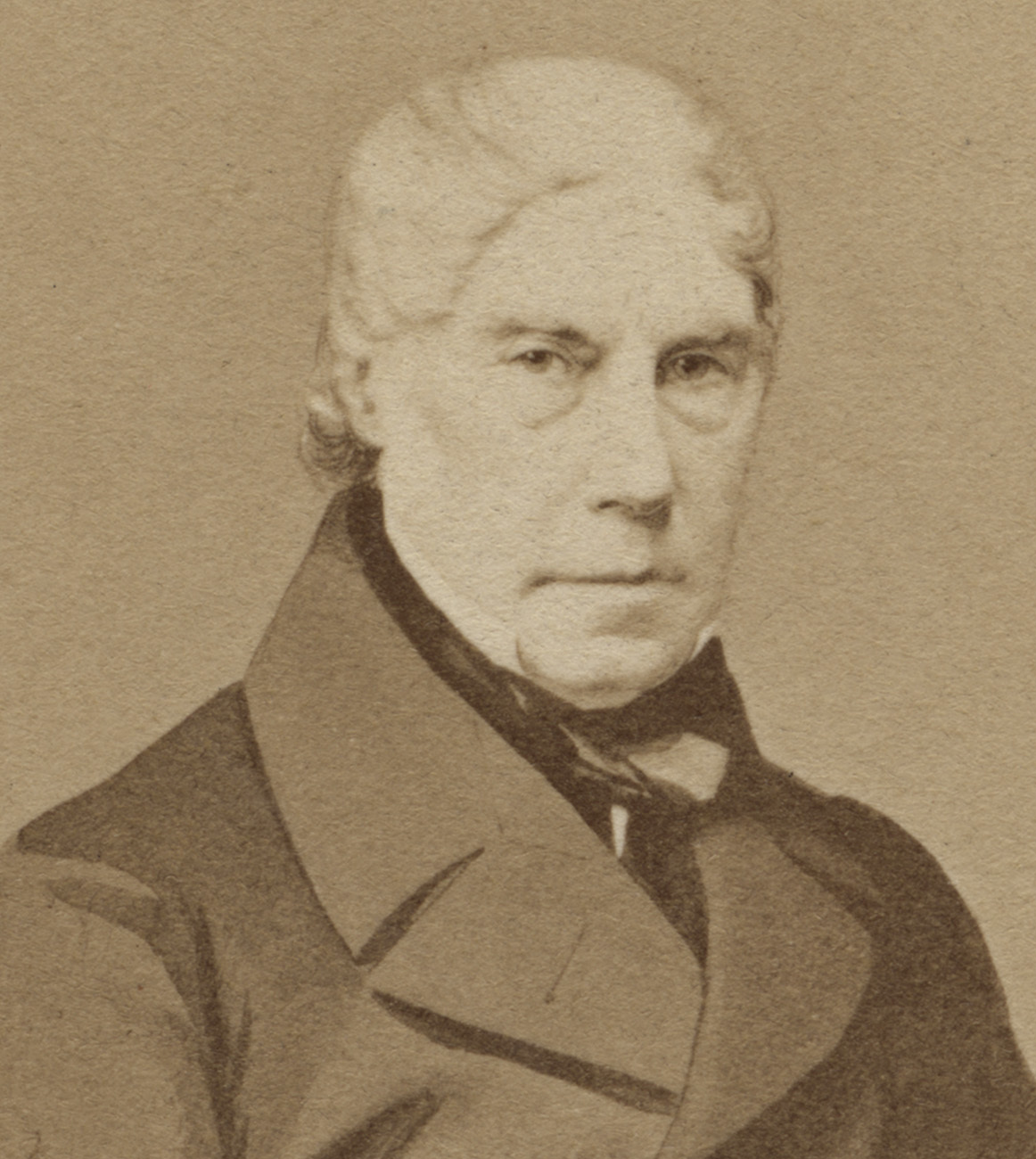
Lord Aberdeen nel 1860

Nel frattempo, il maresciallo inviò verso Roma e Ancona due divisioni, rispettivamente al comando dei generali Carrascosa e d'Ambrosio. La mossa era accompagnata da un'evidente ambiguità, visto che Murat rassicurava al contempo Napoleone che fossero le truppe che gli aveva promesso contro gli austriaci, ai quali invece fece sapere che quegli uomini non avrebbero tenuto un atteggiamento ostile. Nei primi giorni di dicembre l'esercito napoletano di Murat occupò Roma e Ancona, senza che i franco-italiani avessero una chiara idea di quale fosse il suo intento. I comandanti francesi sul posto, Miollis e Barbou, diffidando di Murat si chiusero sulla difensiva, mentre il generale Filangieri risaliva la penisola, giungendo prima a Firenze e poi, il 28 dicembre, a Bologna, occupando quindi le Marche e la Romagna e prendendo infine contatti col generale Pino.
Neipperg giunse a Napoli il 31 dicembre del 1813 con una lettera dello stesso Metternich. Conteneva le condizioni per l'alleanza e alcune altre nozioni riguardanti il futuro dell'Italia e di Napoleone. In sostanza, l'Austria si sarebbe impegnata a riconoscere Murat come re di Napoli, in cambio egli avrebbe dovuto entrare nella Coalizione e unirsi attivamente agli scontri. La neutralità non sarebbe stata tollerata. Murat e sua moglie, la regina Carolina, forse non si resero nemmeno conto che la loro decisione avrebbe contribuito alla caduta dell'Impero francese, ma per proseguire nei propri progetti Murat decise di combattere contro la propria patria: l'11 gennaio gli accordi tra il Regno di Napoli e l'Impero austriaco furono firmati. Il primo si impegnava a spostare 30 000 uomini a nord, in rinforzo alle 60 000 unità austriache già presenti, e a rinunciare a tutte le pretese sulla Sicilia; il secondo si proponeva di riconoscere Murat come legittimo re di Napoli, impegnandosi a ottenere la rinuncia del trono da parte di Ferdinando. Inoltre, l'Austria avrebbe supportato la causa partenopea in un'espansione del regno ai danni dello Stato della Chiesa, per un territorio corrispondente a una variazione di popolazione pari a 400 000 persone. Neipperg si mise in contatto con Bentinck, informandolo dell'accordo e invitandolo ad accettarlo per conto del Regno Unito, seguendo la linea adottata da Lord Aberdeen. Bentinck, tuttavia, non ricevette alcun ordine ufficiale e decise, rimanendo fedele alle precedenti indicazioni ricevute, di non ratificare alcun trattato. Si limitò a firmare un armistizio con le forze di Murat il 3 febbraio, con validità di tre mesi.
Il maresciallo Pérignon, che richiese una formale udienza, non riuscì a convincere il re di Napoli e sua moglie a tornare sui propri passi, tanto erano decisi a mantenere a ogni costo il regno a loro affidato. Per quanto l'accordo con Metternich salvaguardasse il suo trono, Murat non poteva dirsi soddisfatto: non solo Ferdinando non aveva mai formalmente rinunciato al trono di Napoli, ma Murat avrebbe dovuto impegnare i suoi uomini contro i franco-italiani di Eugenio, quando il suo stesso esercito abbondava di francesi non a caso adirati con il maresciallo dell'Impero. Molti dei migliori reparti e dei migliori ufficiali abbandonarono rapidamente Napoli per fare ritorno in Francia, delusi dal comportamento di Murat. Questa diserzione di massa indebolì non poco l'esercito napoletano: i pochi comandanti rimasti non erano minimamente paragonabili a quelli francesi in termini di abilità ed esperienza; i soldati napoletani, spesso reclutati tra ladri, contrabbandieri o disertori, erano l'ombra di quelli francesi, ben addestrati, devoti e disciplinati.

### L'arrivo di Bellegarde

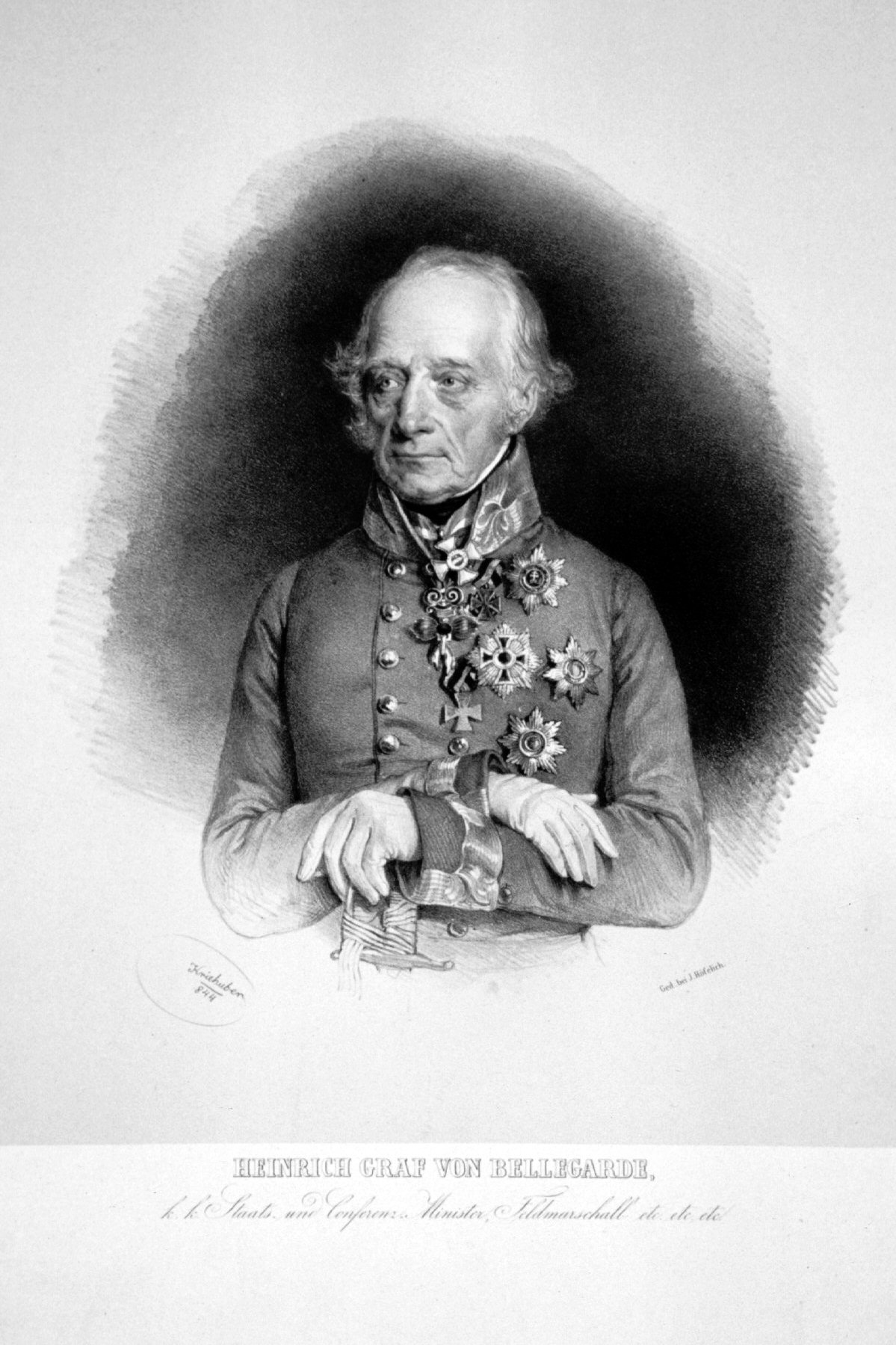
Il generale austriaco Bellegarde nel 1844

La battaglia di Lipsia e la fine della campagna di Germania avevano liberato diverse truppe e comandanti per entrambi gli schieramenti, adesso liberi di dispiegarli dove necessario. Verso la metà di dicembre, le file asburgiche si ingrossano grazie all'arrivo di 25000 soldati dal fronte tedesco. Assieme a loro era giunto il maresciallo Bellegarde, già veterano delle guerre in Italia, dove aveva servito nel 1799 e nel 1805. Fu egli a sostituire Hiller, le cui continue indecisioni e i lenti ritmi dell'avanzata erano stati oggetto di numerose critiche da parte del Consiglio aulico, del quale lo stesso Bellegarde era membro e presidente. Il 15 dicembre Bellegarde giunse a Vicenza e il giorno seguente prese il comando delle armate austriache in Italia. Anche le truppe di Eugenio ricevettero dei rinforzi: da una parte, gli italiani di ritorno dalla Spagna furono convogliati nell'esercito di Eugenio a supplire al gran numero di disertori, dall'altra una nuova leva di 120 000 uomini era stata ordinata e una parte di quegli uomini, circa 15 000 sarebbero stati reclutati in Italia, dove poi avrebbero servito. Verso la fine di dicembre, i napoleonici erano circa 41 000, poi diventati 50 000 verso metà gennaio, mentre gli austriaci si attestavano sulle 55 000 unità.
La seconda metà di dicembre e i primi giorni di gennaio videro ben poca attività da parte dei due eserciti, con l'eccezione di uno scontro minore nei pressi di Castagnaro e del movimento delle truppe napoletane verso il Centro e il Nord della penisola. Principalmente, i napoleonici cercarono di riorganizzare le proprie forze mentre gli austriaci proseguirono nell'assedio delle guarnigioni francesi rimaste nei territori occupati nel 1813.

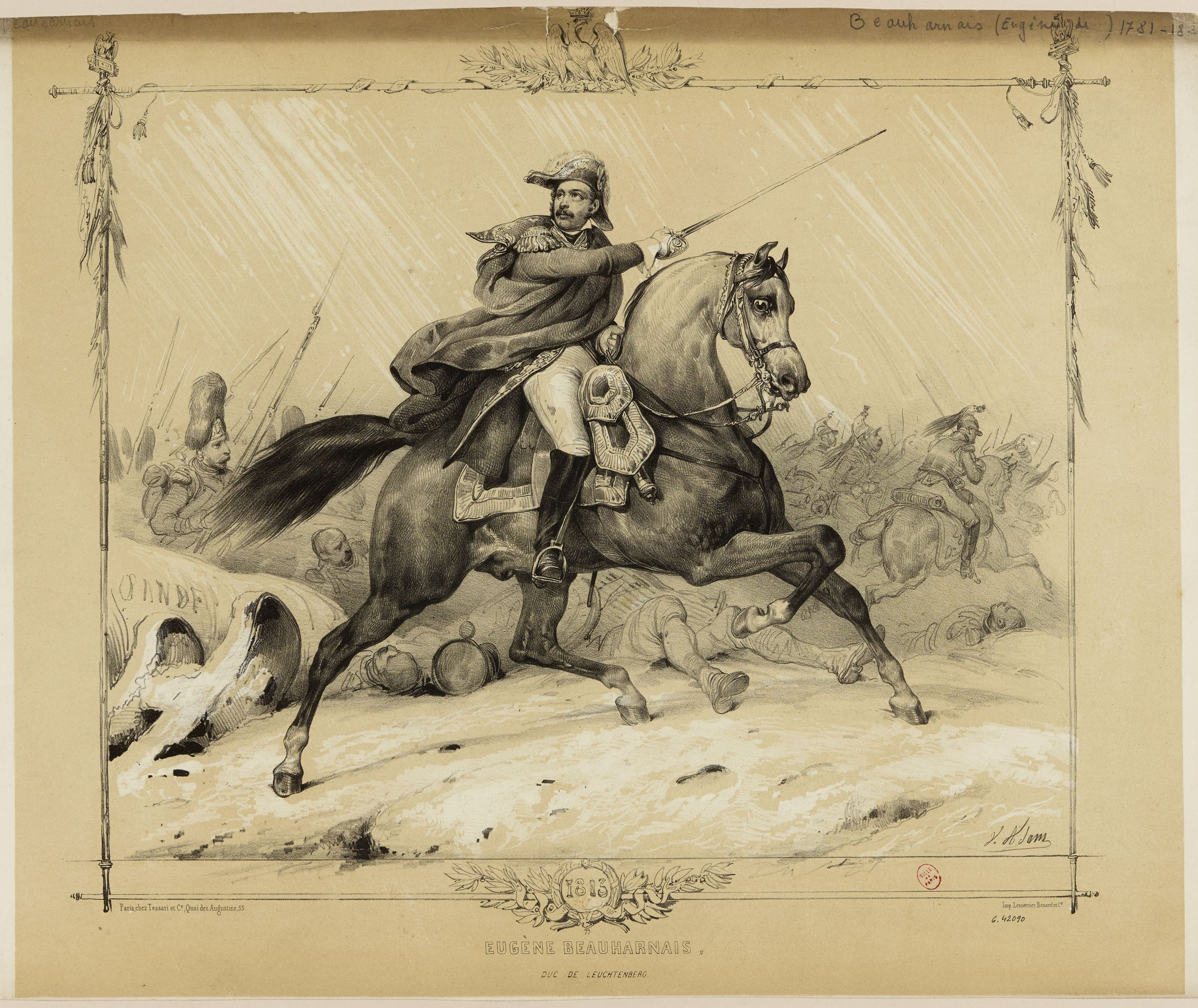
Il principe Eugenio in azione nel 1813

La notizia della defezione di Murat iniziò a circolare rapidamente. Napoleone ne venne già a conoscenza il 13 gennaio, lo stesso giorno in cui, pare, un ambasciatore napoletano fosse giunto a Bologna per ufficializzare l'inizio delle ostilità tra il Regno di Napoli e quello d'Italia. Nel frattempo Eugenio, ancora all'oscuro del cambio di fazione dei napoletani, scriveva personalmente a Murat, il cui comportamento destava sospetti. Inviò persino Gifflenga a Napoli per saggiarne le intenzioni. Il re evase le richieste di Eugenio dicendo che non era giunta lui richiesta formale di intervenire con le sue truppe. In ogni caso, la situazione dell'esercito napoletano era strana: erano in Nord Italia, non potevano attaccare gli austriaci e non volevano attaccare i francesi. Per il momento, si limitarono a occupare le città dell'Emilia, senza intervenire in alcuno scontro, come espressamente richiesto da Murat. Dopo essersi unito al proprio esercito il 23 gennaio presso Ancona, di fatto sottoposta a un blocco, Murat risalì con esso la penisola, incrociando la colonna di Nugent e giungendo a Bologna il 31 gennaio. L'accoglienza riservata a Murat fu tiepida; in pochi si fecero vedere per le strade al momento del suo passaggio, scortato dalla Guardia Reale. Alcuni gridi lo incitavano, ma era evidente che non riflettessero l'umore della popolazione riguardo al generale francese.

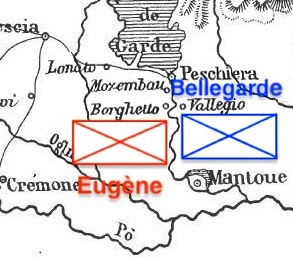
Posizione degli eserciti prima della battaglia del Mincio

Con la guerra ormai a chiaro favore della Coalizione, e con il tradimento del cognato, il 17 gennaio Napoleone scrisse al figliastro Eugenio di abbandonare l'Italia e ripiegare con le sue truppe verso le Alpi Occidentali, ma Beauharnais rifiutò, volendo fronteggiare le armate austro-napoletane e trovando oggettivamente difficile portare tutto l'esercito italiano in Francia attraverso le Alpi, soprattutto perdendo le fortezze piemontesi, fondamentali per un'eventuale futura campagna in Italia. Ad ogni modo, le parole di Murat convinsero definitivamente Eugenio della realtà delle trattative tra Austria e Napoli. Si preparò quindi a proteggere la Lombardia, sperando di mantenere le forze partenopee al di sotto del Po. Per fare ciò, doveva proteggere la linea da Borgoforte a Piacenza e allo stesso tempo impiegare i propri uomini nella difesa del Quadrilatero. Essendo a corto di soldati, nonostante i rinforzi ricevuti alla fine dello scorso anno, entrambi questi compiti non potevano essere svolti contemporaneamente: Eugenio decise quindi di difendere la Lombardia dagli austriaci sulla linea del Mincio, abbandonando quindi l'Adige. Allo stesso tempo, temendo una collaborazione dei britannici e un possibile attacco a Genova e più in generale alla Liguria, avvertì il governatore francese della zona, il principe Camillo Borghese, invitandolo a stanziare fondi e uomini per proteggere la zona. Questi si mise immediatamente all'opera per finanziare l'operazione, mentre il generale Fresia prendeva il comando di Genova e del litorale.

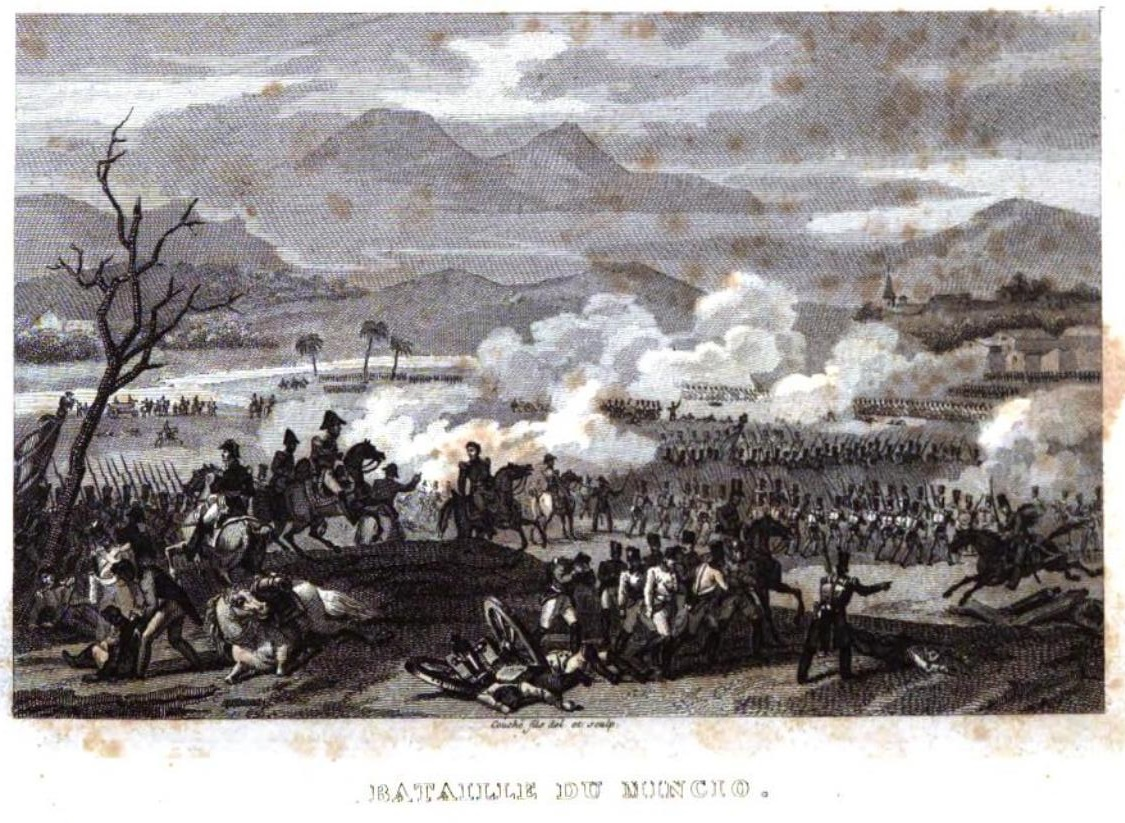
Raffigurazione della battaglia del Mincio

Verso metà gennaio, Bellegarde iniziò a progettare un'offensiva che avrebbe presto posto fine all'inerzia che aveva caratterizzato il fronte nei passati due mesi. Il maresciallo austriaco riteneva estremamente complicato passare l'Adige, che i francesi avevano fortificato nel corso dei mesi e che era ingrossato dalle piogge, per cui solo sbilanciando i franco-italiani su un lato avrebbe forse potuto attraversare il fiume. Di conseguenza, aveva deciso di rinforzare notevolmente Nugent per metterlo in condizione di risalire la Pianura Padana, raggiungere Piacenza, attraversare il Po e tagliare la linea operativa francese oppure minacciarla abbastanza seriamente da costringerla a lasciare l'Adige e il Mincio. Intendeva pure ordinare a Sommariva di distogliere l'attenzione del viceré manovrando in modo offensivo sulle montagne a nord di Verona, e ordinò persino a Radivojevich di trovare un punto favorevole al passaggio del fiume. Il piano non coinvolgeva volutamente le forze di Murat: Bellegarde nutriva ancora una certa diffidenza nei confronti dei napoletani, nonostante fosse chiaramente visibile il loro impegno nel blocco di Ancona e le comunicazioni tra le due parti fossero costanti; i generali napoletani, anzi, quasi ricoprivano di attenzioni quelli austriaci. Nugent aveva iniziato a muoversi verso Faenza e Bologna il 27 gennaio e si accingeva a muoversi verso Modena e Reggio Emilia nei giorni seguenti quando Eugenio chiese l'approvazione a Napoleone per l'abbandono dell'Adige in favore del Mincio, attendendo ulteriori istruzioni da parte dell'imperatore. Il 1º febbraio, con un proclama al suo esercito, annunciò pubblicamente la defezione di Murat e la ritirata sulla linea del Mincio, operazione iniziata il 3 febbraio. Il giorno successivo i francesi completarono il loro movimento e gli austriaci entrarono a Verona. Alcuni reparti dei due eserciti si scontrarono brevemente a Villafranca, con gli austriaci del generale Steffanini che ebbero la peggio perdendo vari uomini tra caduti e prigionieri.

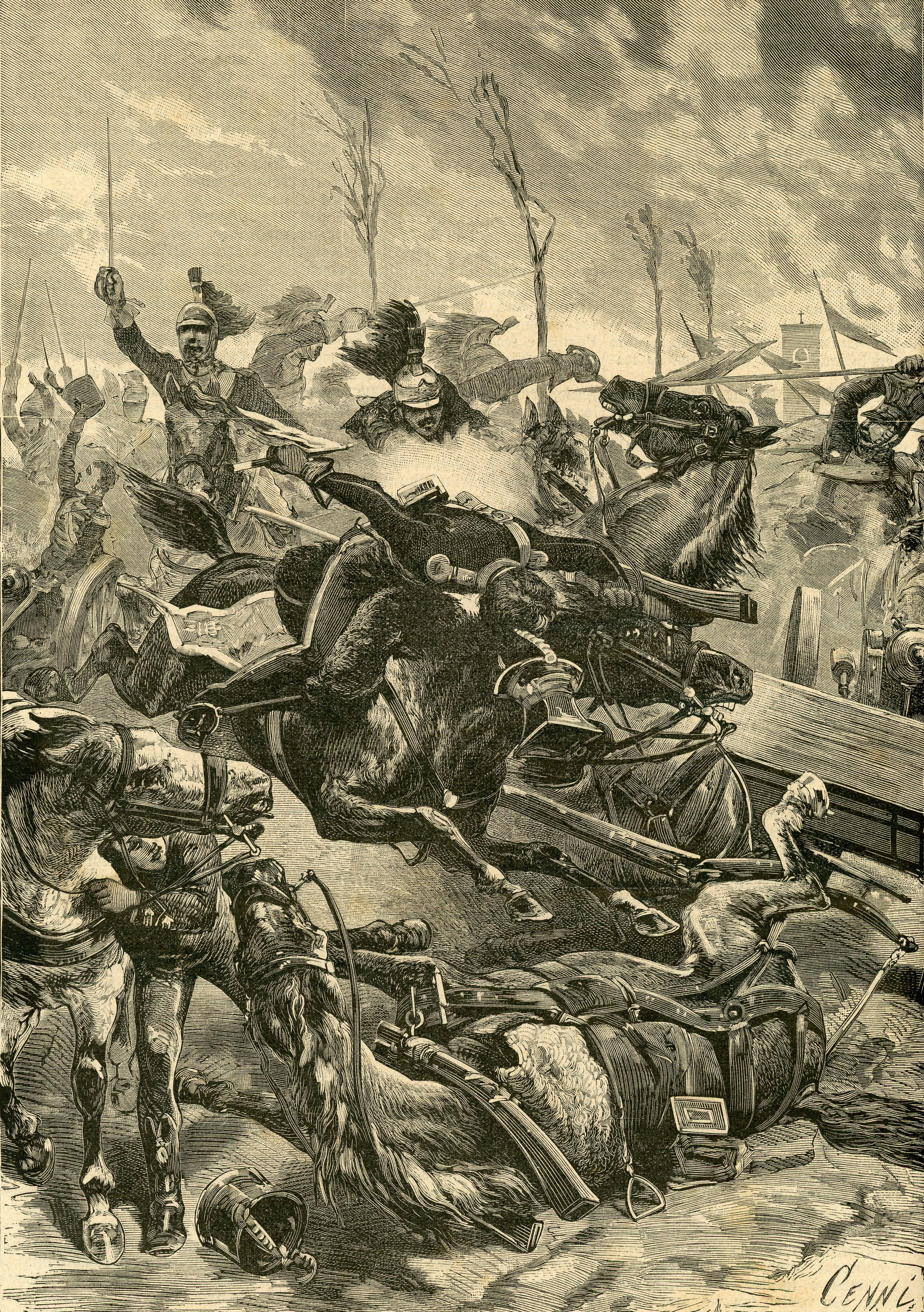
Battaglia del Mincio del 1814

Nei giorni tra il 4 e il 7 febbraio, l'armata austriaca si posizionò sulla riva destra del Mincio. Bellegarde era intimamente convinto che Eugenio avesse già abbandonato il fiume in favore di Cremona, e programmò quindi di attraversarlo il giorno successivo. D'altra parte, Eugenio si preparava allo scontro. Con i napoletani alle porte di Piacenza, era solo questione di tempo prima che attraversassero il Po e piombassero alle sue spalle. Se avesse spostato una parte del proprio esercito a difendere il fiume, Bellegarde ne avrebbe approfittato per gettarsi a capofitto sul Mincio. L'unica soluzione era affrontare Bellegarde e guadagnare tempo: forte del possesso dei ponti di Goito e Monzambano e delle fortezze di Peschiera e Mantova, sapendo che gli austriaci erano a Villafranca e Roverbella, Eugenio decise di attraversare il fiume l'8 febbraio e lanciarsi contro l'esercito austriaco. Le due parti, perfettamente inconsapevoli che anche i loro avversari stavano approcciando il fiume, si incrociarono casualmente: gli austriaci intendevano attraversare il fiume a Borghetto mentre i francesi volevano fare lo stesso a Goito. La battaglia del Mincio, quindi, si svolse su due teatri distinti, tra loro separati qualche decina di chilometri, su entrambe le sponde del fiume, con i franco-italiani a difendere Borghetto e attaccare a Goito e gli austriaci a fare l'esatto opposto. Lo scontro, molto complesso e lungo, terminò con entrambe le difese vincitrici: il giorno seguente, Bellegarde richiamò i propri uomini sulla destra del fiume ed Eugenio ritirò le proprie forze sulla sinistra. Ergo, la più importante battaglia dell'intera campagna si concluse con un sanguinoso e cruento pareggio, al massimo una minima e puramente strategica vittoria francese, interessati soprattutto a guadagnare tempo.
Nella notte tra il 9 e il 10 febbraio gli austriaci tentarono nuovamente di aprirsi una strada per giungere sulla riva sinistra del Mincio, attraversando il fiume a Borghetto, ma il viceré incaricò Grenier di occuparsene: gli austriaci furono respinti e la divisione di Marcognet fu messa a guardia della posizione. Il 14, invece, un distaccamento austriaco tentò di entrare in Lombardia passando per la Val Trompia, venendo respinto dal generale Bonfanti, che aveva preso il posto di Gifflenga. Un ulteriore tentativo austriaco fu fatto a Salò e venne sventato come gli altri. L'iniziale inattività e le difficoltà incontrate da Bellegarde nell'attraversare il Mincio lo costrinsero presto a redigere un documento, destinato a Schwarzenberg e all'imperatore Francesco, dove giustificava i pochi progressi ottenuti sotto il suo comando.

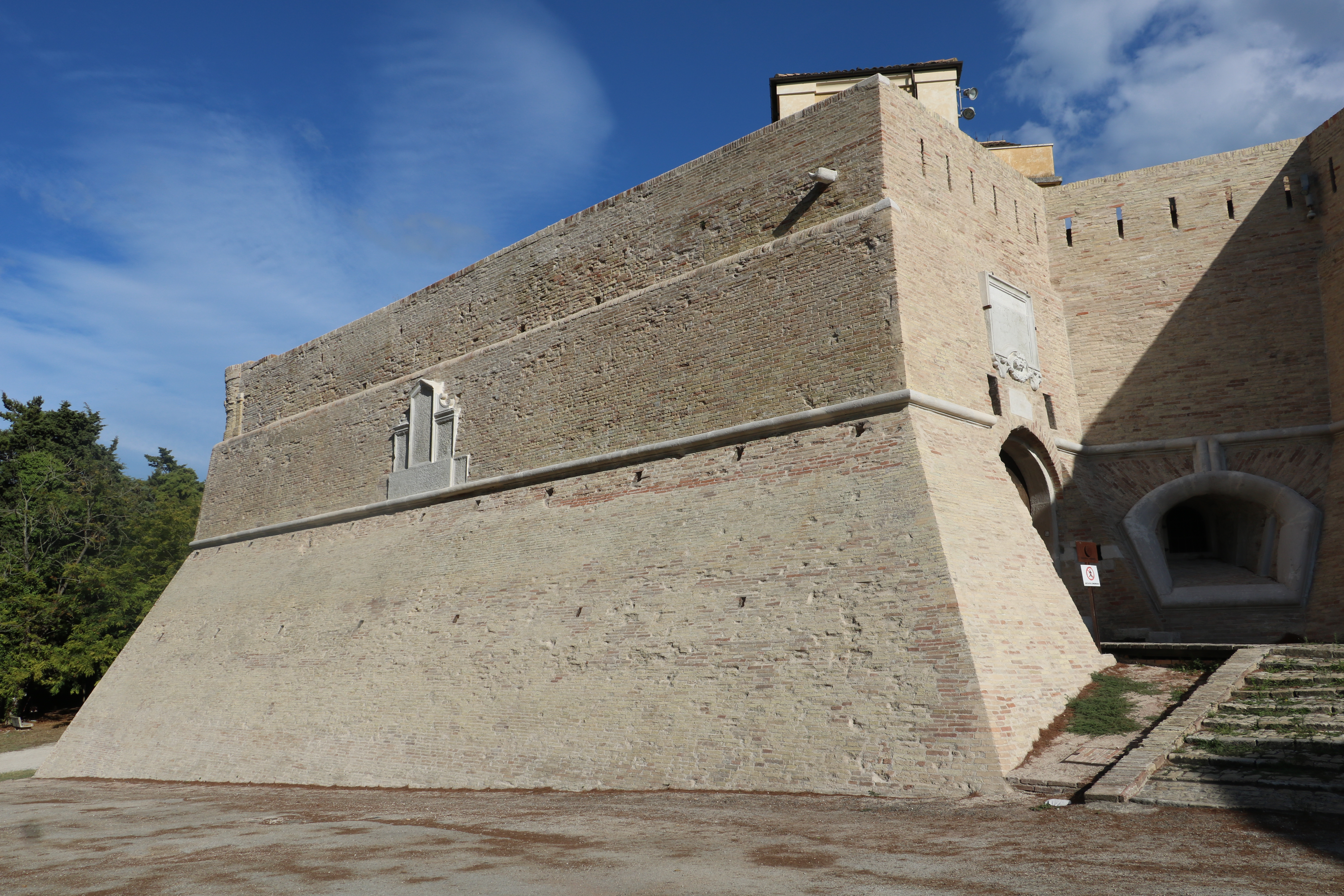
Mura della Cittadella di Ancona

In realtà, a preoccupare Eugenio non erano gli austriaci in Veneto, ma quelli dall'altro lato del Po, dove anche i napoletani stavano avanzando. La posizione critica rimaneva Piacenza, al momento occupata dal generale Gratien e dalla riserva, mentre le truppe del generale Severoli, di ritorno dalla Spagna, allineate sull'Enza, assicuravano una certa copertura alla posizione. Il 15 febbraio, con la pretesa che la guarnigione francese di Ancona avesse effettuato una sortita contro le sue forze in città, Murat dichiarò ufficialmente guerra alla Francia. Mentre i francesi di Barbou si barricavano nella cittadella, i napoletani occuparono Ancona, prendendo anche possesso delle province francesi dell'Italia centrale. Due giorni dopo, il 17 febbraio, gli austriaci, precedendo i napoletani, attaccarono Severoli a Fontana Fredda e Fiorenzuola. Non potendo resistere alle superiori forze nemiche, il generale italiano si ritirò a Piacenza con le brigate Darnaud e Rouyer. La continua minaccia posta dagli austro-napoletani a Piacenza, che prendendo la città avrebbero potuto severamente danneggiare la linea di comunicazione tra Genova e Torino, costrinse Eugenio a spostare il generale Grenier in Emilia alla fine di febbraio.
Nello stesso periodo, i generali di Murat considerarono l'idea di costruire un ponte a Sacca, vicino a Casalmaggiore, per attraversare il Po. I lavori iniziarono a rilento, forse a causa della notizia delle sconfitte di Blücher in Francia, forse a causa della mancata ratifica del trattato con gli austriaci. Il ponte fu completato nelle ultime giornate di febbraio e i napoletani si prepararono ad attraversarlo. Il 26 e 27 febbraio il generale Bonnemains, nonostante l'inferiorità numerica, respinse completamente le forze del colonnello Metzko che avevano attraversato il Po, forzandole a tornare sull'altra riva del fiume. Questa sconfitta, inaspettata, assieme al movimento di alcuni distaccamenti austro-napoletani, indebolirono la posizione di Nugent. Grenier, colta la debolezza del nemico, si preparò ad attraversare il Taro e ad attaccare la divisione del generale austriaco. Dopo aver passato il Taro il 1º marzo, Grenier attaccò Nugent a Parma il giorno seguente: i francesi ottennero una buona vittoria causando, tra caduti e prigionieri, circa 2 300 perdite al nemico, ritiratosi prima sull'Enza e poi sul Secchia. Ad aiutare la riuscita dell'attacco di Grenier fu anche un'azione compiuta dai franco-italiani nei pressi di Guastalla il giorno precedente, nella quale avevano colpito un corpo di cavalleria napoletano infliggendogli diverse perdite. Grenier decise di mantenere la posizione acquisita, ancorando la propria destra tra Fornovo e Pontremoli e la sinistra a Colorno. Severoli, adesso libero dalla pressione di Nugent, si posizionò a Reggio. Eugenio, invece, spinse un distaccamento verso Ostiglia, impensierendo Bellegarde che ritirò i suoi uomini dal Mincio, avvicinandoli all'Adige. Grenier, terminato il suo compito, ritornò sull'altra sponda del Po, a Borgoforte.

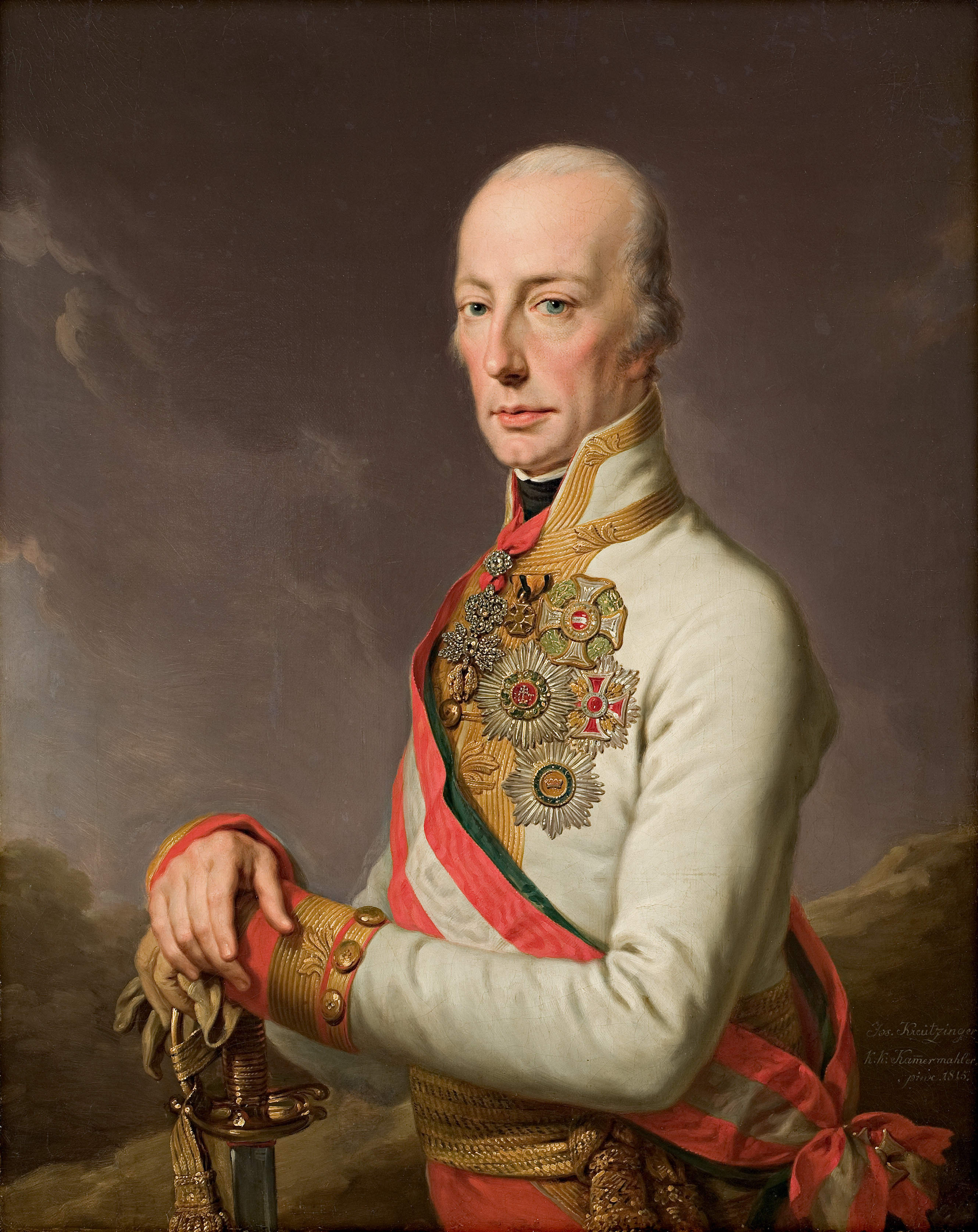
L'imperatore d'Austria Francesco

Bellegarde, nelle sue lettere all'imperatore Francesco del 28 febbraio e 6 marzo, si dimostrò estremamente irritato per il comportamento di Murat, al limite tra l'essere inerte e addirittura dannoso per l'esercito imperiale austriaco, come accaduto nel caso della battaglia di Parma. Si sentì particolarmente frustrato quando Murat lo rimproverò di non aver approfittato del diversivo offerto dall'attraversamento del Po per attaccare il Mincio. Avendo già intuito nei giorni precedenti che uno dei motivi dell'esitazione dei napoletani era la mancanza della ratifica degli accordi presi, Bellegarde, da diplomatico prudente e competente, fece giungere a Murat per mano del colonnello de Bauffremont una lettera dell'imperatore, che formalizzava il loro accordo. Murat, adesso, non avrebbe più avuto alcuna scusa per un ulteriore comportamento passivo. In effetti, è vero che il re di Napoli aveva cercato di "coordinare" le proprie mosse in accordo con le notizie che giungevano lui dalla Francia nelle settimane precedenti, cercando di non sbilanciarsi senza avere una conferma delle promesse a lui fatte, ma aveva compreso di non potersi più permettere un comportamento simile. D'altra parte, la lettera giunta lui il 4 marzo forniva tutte le rassicurazioni di cui sentiva avere il bisogno. Pertanto, decise di dimostrare sul campo il proprio valore militare e il proprio impegno nel rispettare gli accordi presi. Contattò Nugent per coordinare un attacco agli avamposti di Grenier in Emilia-Romagna.

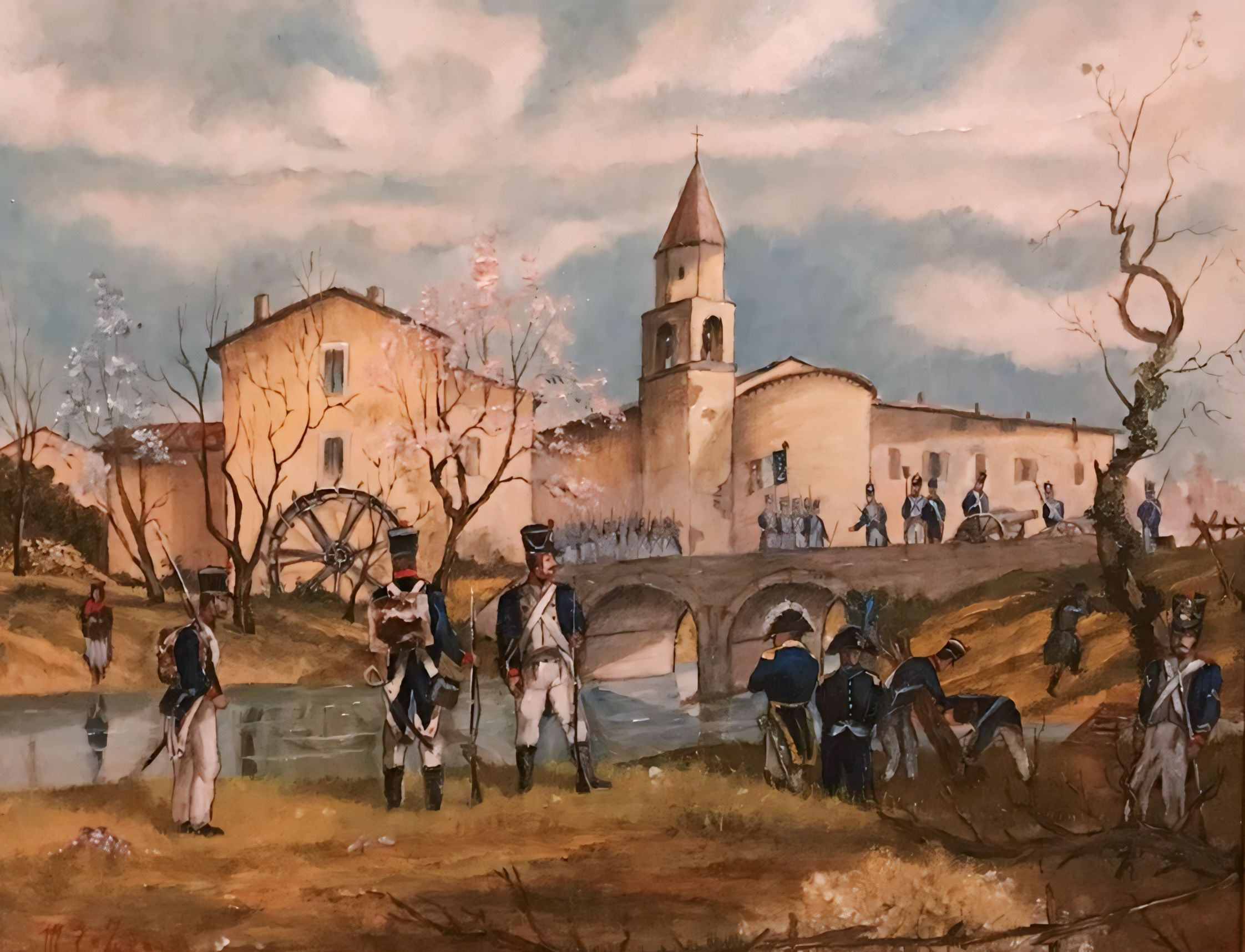
Rappresentazione della battaglia di San Maurizio del 7 marzo 1814 in cui si affrontarono franco-italiani e austro-napoletani

Il 6 marzo la brigata Gober, al comando del maggior generale Starhemberg, opportunamente rafforzata da alcuni reparti napoletani, partì da Rubiera in direzione ovest, verso Reggio Emilia, seguita dalla divisione del generale Carrascosa. Vinsero uno scontro con una delle avanguardie di Severoli a Masone: le due compagnie italiane resistettero eroicamente al fuoco dell'artiglieria nemica senza darsi alla fuga, venendo decimate e poi catturate dalla cavalleria austriaca. La mattina del 7 marzo gli austro-napoletani marciarono al comando di Starhemberg e Carrascosa verso Reggio. Incrociarono il generale italiano Severoli e i suoi 7 000 uomini, tre battaglioni italiani e la brigata Rambourgt, nei pressi di San Maurizio. L'italiano dispose la fanteria sulla strada principale e la cavalleria sulla seconda linea, attendendo l'arrivo nelle forze avversarie, dispiegatesi di fronte ai suoi uomini. Nonostante l'evidente e incolmabile differenza numerica, giacché gli austro-napoletani si aggiravano sulle 18 000 unità, le truppe franco-italiane diedero una gran prova di valore, con lo stesso Severoli che si procurò una gamba rotta per colpa di una palla di cannone. Rambourgt, che sostituì Severoli al comando, provò a mantenere la posizione, ma in ultima istanza non ebbe altra scelta che ritirarsi. Murat giunse sul posto a mezzogiorno con la propria cavalleria. Avrebbe potuto circondare i franco-italiani, invece inviò il generale Livron ad attaccarli: la resistenza fu così forte e le perdite così numerose in questa fase dello scontro che entrambe le parti, per evitare ulteriori spargimenti di sangue, convennero a un cessate il fuoco e a un'evacuazione della città. I francesi, durante la notte, passarono l'Enza e si unirono alla divisione di Gratien. Questi decise di indietreggiare ancora, attraversando il Taro e ponendo la propria avanguardia a Castelguelfo. Il 9 marzo i vincitori di San Maurizio avevano raggiunto il Taro, occupato Parma e si stavano avvicinando a Piacenza.

### Le ultime settimane del conflitto

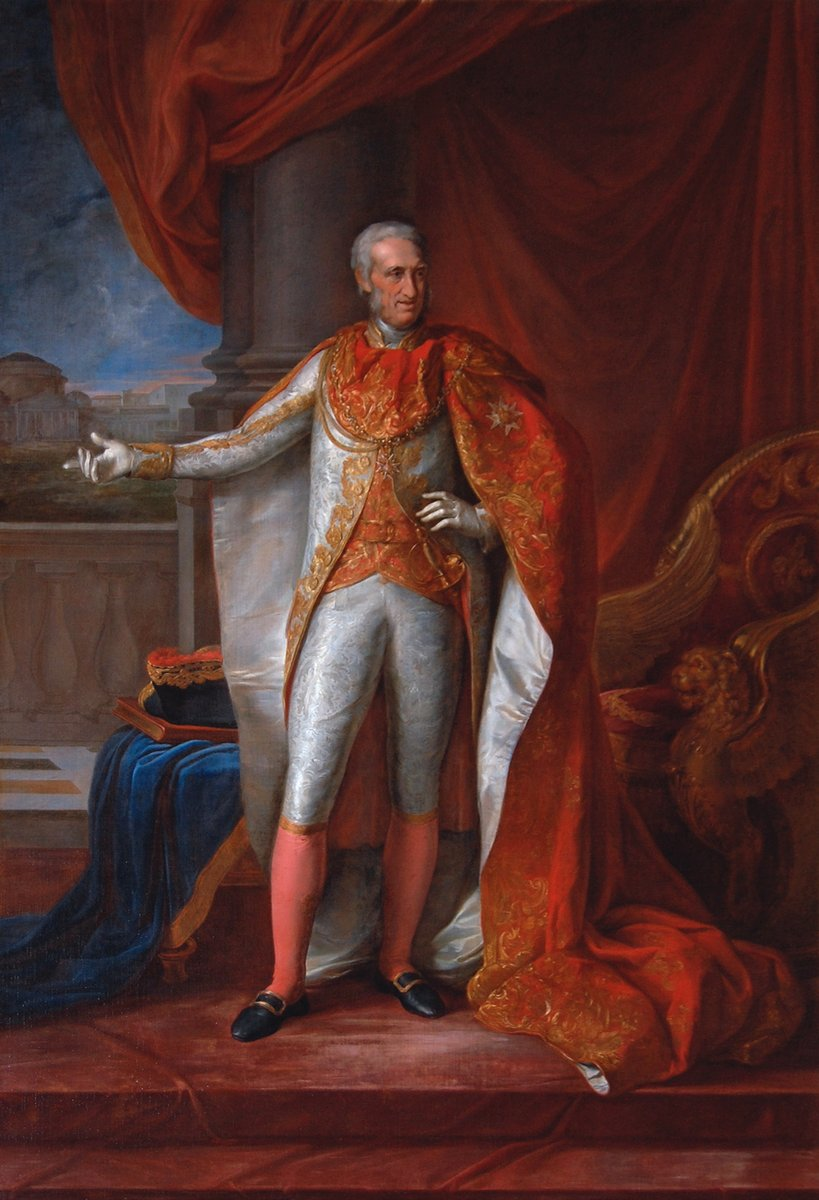
Ferdinando III, re di Sicilia

In quello stesso periodo, sempre il 7 marzo, una parte delle forze anglo-siciliane di Bentinck sbarcò a Livorno: erano 7 000 uomini, divisi tra 1 600 siciliani e 5 400 britannici. Partiti da Palermo il 28 febbraio, sbarcarono in Toscana e occuparono la città, con l'eccezione del forte, rimasto in mano ai francesi. Bentinck, in particolare, emanò un proclama, che invitava alla lotta anti-francese. Mentre aspettava che i rinforzi raggiungessero dalla Sicilia, il generale inglese ebbe diverse accese discussioni con i rappresentanti siciliani, che avevano pubblicamente dichiarato che re Ferdinando non avrebbe rinunciato al trono di Napoli. Invece di condannare il discorso, Bentinck sfruttò ogni occasione possibile per attaccare Murat, di cui diffidava. I modi di Bentinck, il cui carattere schietto gli impediva di trattenere l'antipatia per Murat, tra l'altro ricambiata, avevano profondamente irritato il re di Napoli, che si era deciso a bloccare ogni nuovo tentativo di avanzare contro le truppe di Eugenio.

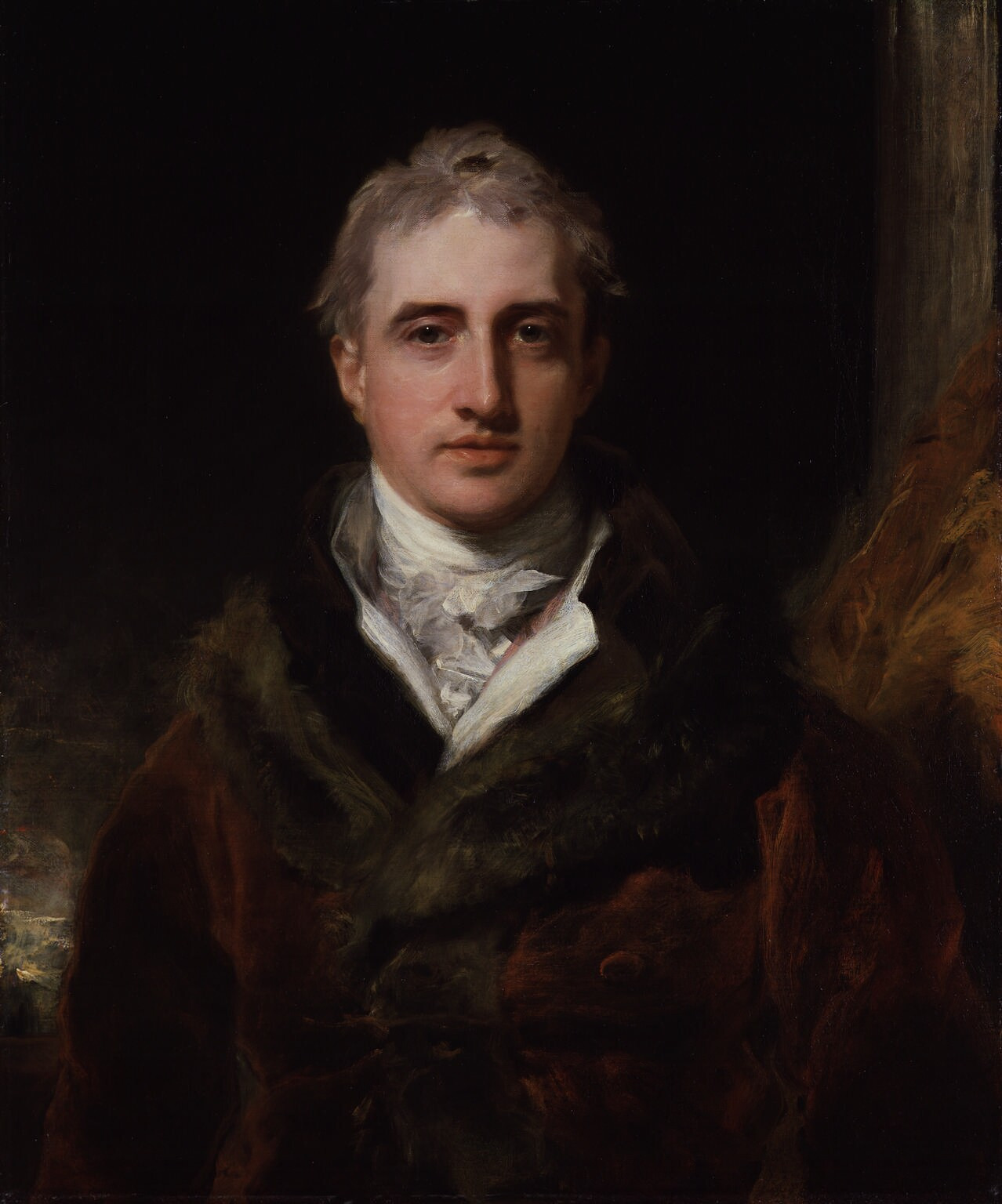
Lord Castlereagh, ministro degli esteri britannico

I due litigiosi comandanti della Coalizione si incontrarono il 16 marzo a Reggio, rimanendovi per i tre giorni successivi. I colloqui tra le due parti si rivelarono da subito tesi: Murat aveva fatto occupare la Toscana dal generale Lechi ma Bentinck insisteva che il francese non avesse il minimo diritto sulla regione, storicamente appartenuta alla famiglia Asburgo-Lorena, anzi, insisteva affinché una parte fosse destinata come base per le truppe anglo-siciliane: Murat si disse disposto a collaborare, facendo di Bentinck il diretto comandante di tutte le truppe nella regione o entrando in colloquio con il ministro Castlereagh, ma entrambe le soluzioni furono rigettate dall’inglese. Non ricevendo risposta né da Murat né dal duca di Gallo, suo ministro, Bentinck si avviò verso Verona, per discutere della questione con Bellegarde ed il russo Balašov, appositamente giunto per parlare del ruolo di Murat nella Coalizione. Il comandante austriaco riconobbe che trattare con Murat fosse difficile ma non intervenne direttamente: lasciò che fossero i diplomatici giunti a Verona a redigere una proposta formale per Murat. Bentinck, nonostante le esplicite istruzioni di Castlereagh di cercare un accordo, decise di proseguire nella direzione contraria, lanciando un ultimatum ai napoletani. Il 29 marzo, dopo un incontro tra i rappresentanti delle potenze europee e Murat a Bologna, il francese si convinse a cedere alle richieste di Bentinck, la cui seconda divisione era recentemente sbarcata in Toscana e si stava già avviando verso la Liguria.

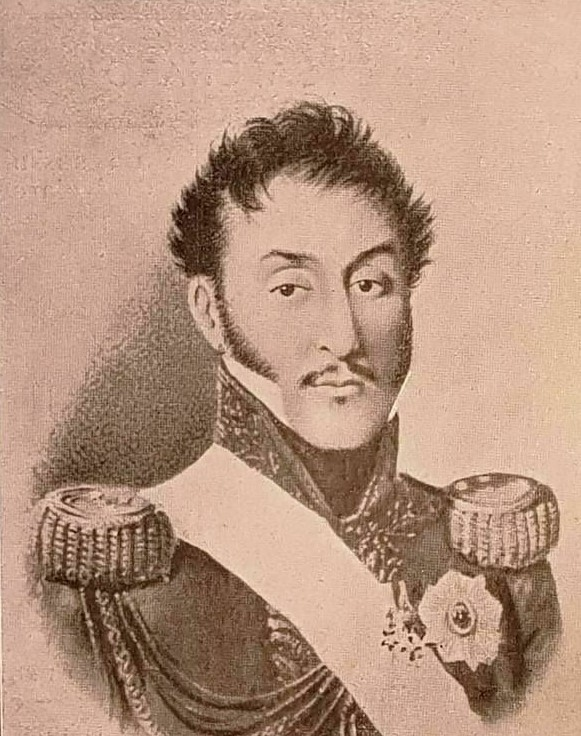
Michele Carrascosa

L'alleanza di Murat con le forze della Coalizione venne quindi messa a durissima prova: se il rapporto con gli austriaci era già teso, con le due parti diffidenti sulle vere intenzioni dell'altra, grazie a Bentinck Murat stava realmente considerando di cambiare nuovamente fazione. Ad essere sinceri, Napoleone ricevette le lettere di Murat e scrisse ad Eugenio al riguardo: era disposto ad accontentare il suo maresciallo, autorizzando il viceré a trattare in vece dell'imperatore, pur rimanendo perfettamente conscio che un accordo con un traditore è sempre un'opzione rischiosa, e di non concedere lui per nessun motivo Genova e il Piemonte. L'imperatore, evidentemente, non aveva ricevuto notizia della battaglia di San Maurizio e del completo passaggio di Murat tra le file nemiche. Proprio sulla base di quest'ultimo evento, Eugenio decise di non trattare con Murat, se non mantenendo una promessa di facciata per guadagnare tempo. Un incontro tra le due parti avvenne comunque il 22 marzo, nei pressi di San Giacomo Po, dove i generali Zucchi, in vece di Eugenio, e Carrascosa, in vece di Murat, parlarono della spartizione dell'Italia. Le pretese napoletane furono del tutto assurde: chiedevano che la frontiera del loro regno fosse fissata al Taro e al Po e consideravano la possibilità di mantenere Piemonte e Liguria come un possedimento del Regno d'Italia solo se questi si fossero impegnati a chiudere le strade sulle Alpi che comunicavano con la Francia. Zucchi, non essendo un plenipotenziario, si ritirò per parlarne con Eugenio, che godeva di tale autorità: entrambi furono particolarmente indignati della proposta napoletana. I due decisero di scrivere a Murat, con la sola motivazione di guadagnare del tempo prezioso, proponendo una segreta sospensione delle ostilità tra i due eserciti. Il giorno seguente, Eugenio comunicò a Napoleone dell'impossibilità di raggiungere un accordo con Murat, troncando le trattative definitivamente. Va anche osservato che gli austriaci erano a conoscenza della corrispondenza tra i due, avendo osservato i movimenti di alcuni generali napoletani verso Mantova, dove Eugenio si trovava.

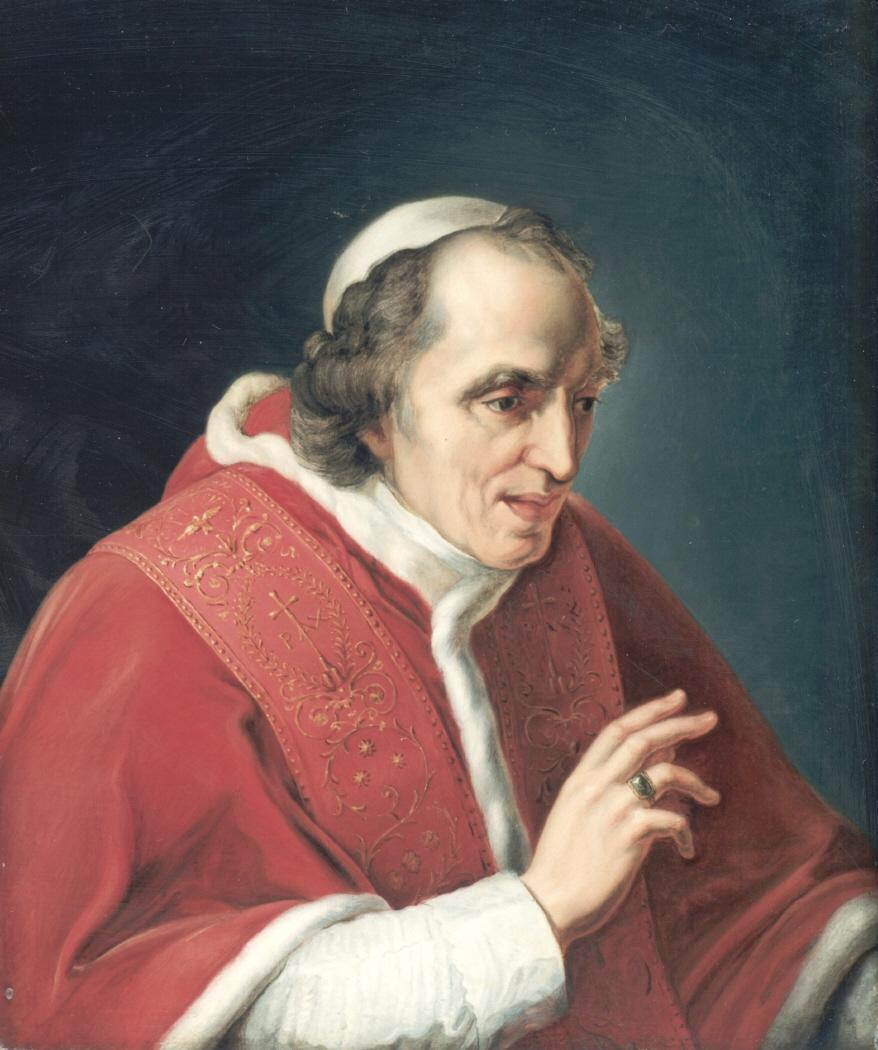
Papa Pio VII. Quando Carrascosa si precipitò a fermarlo dicendo che non vi fossero cavalli disponibili dopo Reggio, rispose che avrebbe raggiunto Roma a costo di arrivarci a piedi.

Nel frattempo, il papa Pio VII, liberato dalla sua prigionia in Francia dallo stesso Napoleone nei mesi invernali, fu scortato in Italia e portato verso Roma. La sua presenza nella penisola era un'ulteriore sfida da affrontare per Murat: i suoi sudditi erano per la maggior parte cattolici rispettosi e fedeli, e il Papa rappresentava un punto di riferimento per loro. Il suo ritorno e la prevedibile ricostruzione dello Stato della Chiesa avrebbero compromesso quasi irrimediabilmente il suo progetto dell'unificazione italiana. I due si incontrarono a Bologna, dopo che Carrascosa e il duca di Gallo avevano fallito nel bloccare la discesa del Papa verso Roma. Murat, vedendo infruttuosi i suoi tentativi, promise di restituire i territori in suo possesso nel momento in cui era stato costretto a lasciare Roma: Emilia-Romagna e Marche, che erano state sottratte al Papa con il trattato di Tolentino del 1797 sarebbero quindi rimaste a Murat. Nella seconda metà del mese di marzo e nella prima parte di aprile, le attività militari di entrambi gli schieramenti furono piuttosto misere: con l'eccezione di uno scontro minore nei pressi di Monzambano e Borghetto l'11 marzo e di una piccola battaglia navale tra le flottiglie di Eugenio e Bellegarde il 15 marzo, la frontiera del Mincio rimase relativamente tranquilla, così come la situazione in Emilia dove l'avanzata austro-napoletana si spostò sul Nure solo il 15 aprile. Le motivazioni erano differenti: Eugenio non aveva interesse a tentare un'offensiva, data la situazione critica in cui versava; Murat non intendeva più impegnarsi seriamente per la causa della Coalizione, limitandosi ad azioni marginali e a qualche sortita; Bellegarde dovette conciliare il delicato ruolo di mediatore tra il re di Napoli, Bentinck e l'Impero asburgico mentre le file del suo esercito si stavano assottigliando a causa di malattie e diserzioni, rendendo estremamente imprudente e quasi impossibile alcun genere di operazione militare. Dopo un mese di relativa tranquillità, gli austro-napoletani colpirono le posizioni occupate dal generale Maucune sul Taro: dopo aver attraversato il fiume, riuscirono ad attaccare con successo la linea francese, costringendo le forze di Eugenio a ritirarsi a Piacenza.

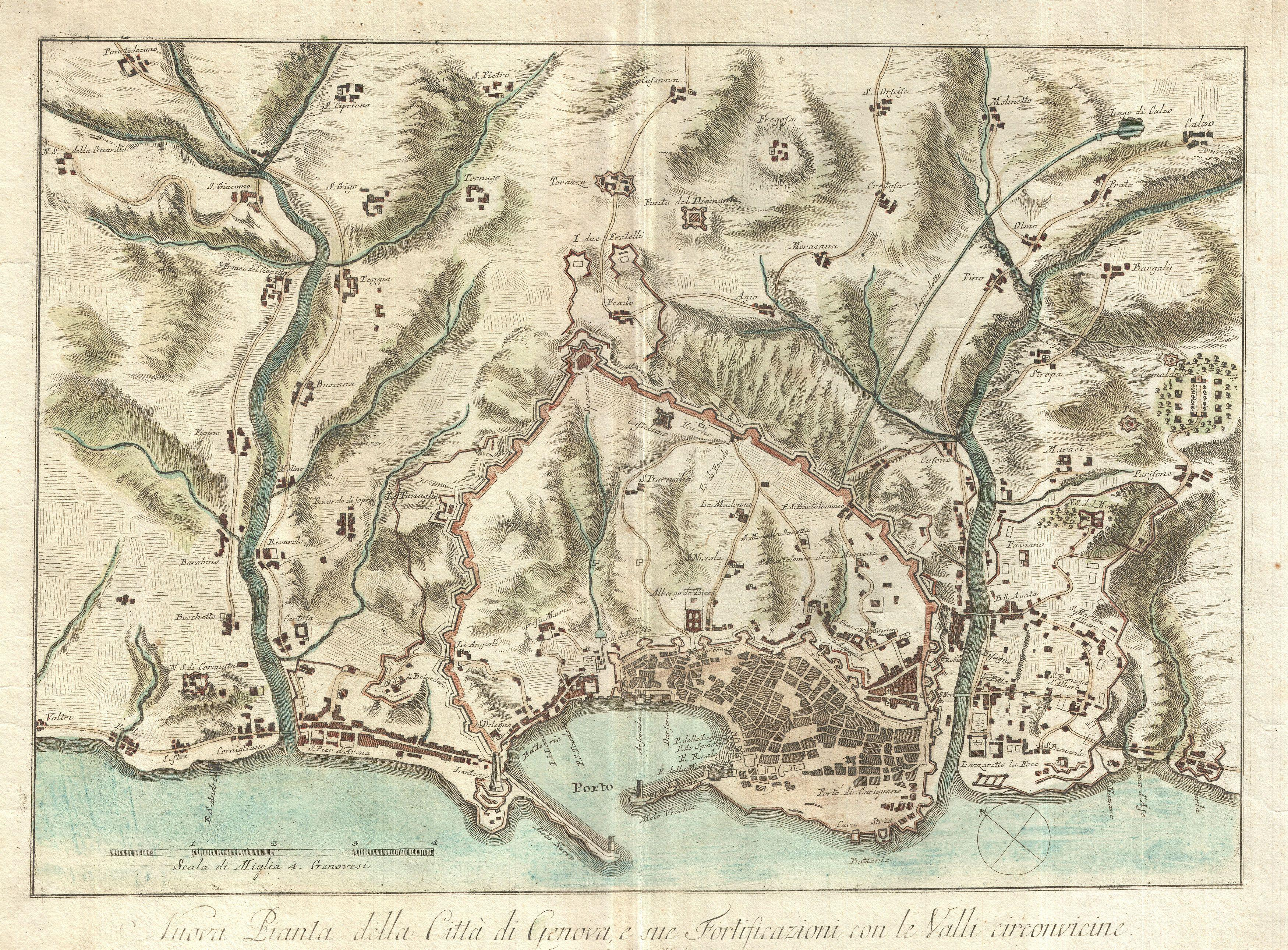
Mappa di Genova e delle sue difese nel 1800

L'unico dei quattro comandanti che stava ottenendo dei progressi continui e concreti in ambito militare era Bentinck: le sue forze stavano risalendo la Riviera di Levante, in direzione di Genova. Dapprima attaccarono e presero La Spezia, poi mirarono al capoluogo ligure. Le forze francesi e quelle di Bentinck si scontrarono prima sul monte Fasce, alle porte della città; dopo la vittoria dei britannici, ebbe quindi inizio l'assedio di Genova stessa. Bentinck e Montresor espugnarono i forti Santa Tecla e Richelieu mentre la flotta, al comando di Pellew, continuò a bombardare la città. Fresia, al comando della difesa della città, si arrese il 18 aprile. La città venne evacuata tre giorni dopo e le forze francesi superstiti si diressero verso Pinerolo. I britannici entrarono a Genova il 21 aprile: l'arrivo di Bentinck e la fondata idea che i britannici fossero promotori di una politica di restaurazione pre-rivoluzionaria alimentò la speranza popolare della rinascita dell'antica Repubblica di Genova. Lo stesso pensiero entrò nelle fantasie veneziane e milanesi poco dopo.

## La fine del conflitto

### La caduta degli stati napoleonici

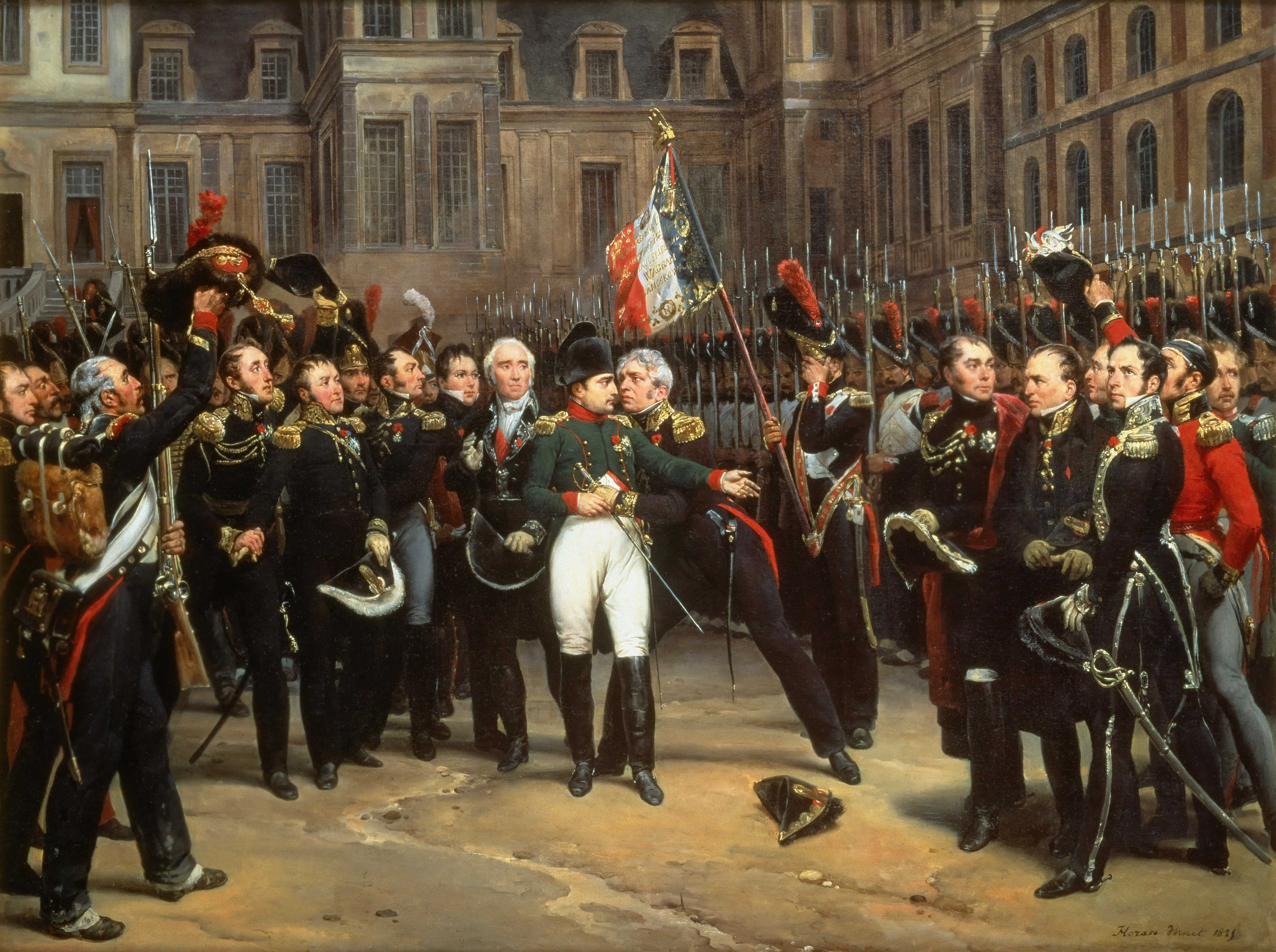
Napoleone saluta la Guardia Imperiale

Il 30 marzo, le truppe alleate entrarono a Parigi al termine di un'ultima battaglia. In breve tempo, una reazione a catena portò prima all'abdicazione di Napoleone, poi alla resa della Francia e infine a quella di tutti i suoi Stati satellite. Era il 5 aprile quando la prima notizia giunse in Italia, e dieci giorni dopo si seppe della resa della Francia; Eugenio non aveva più motivo di voler proseguire la lotta armata: la guerra in Italia si sarebbe conclusa il giorno seguente.
Dopo aver ricevuto la notizia della rinuncia al trono di Napoleone, Eugenio si arrese. Investì il generale Zucchi dei poteri di plenipotenziario e fece firmare a lui e al conte Neipperg, in rappresentanza di Bellegarde, una convenzione a seguito della quale il 16 aprile rinunciò alle armi. I termini erano i seguenti: si dichiarava un armistizio tra le forze franco-italiane, quelle austriache e quelle britanniche; i soldati francesi si sarebbero impegnati a partire per la vecchia frontiera con la Francia entro due giorni; le forze italiane sarebbero potute restare nel Paese, laddove i coalizzati non fossero ancora giunti; le fortezze che ancora resistevano all'assedio austriaco si sarebbero dovute arrendere entro il 20 aprile. Inoltre, gli austriaci garantivano al Regno d'Italia una rappresentanza a Parigi al cospetto del quartier generale delle potenze della Coalizione. La notizia dell'armistizio, per ovvie ragioni, non giunse immediatamente a tutte le guarnigioni franco-italiane che ancora resistevano all'assedio da parte delle forze coalizzate. Venezia si arrese il 20 aprile; gli austriaci entrarono a Milano, Brescia e Mantova tra il 20 ed il 30 aprile.

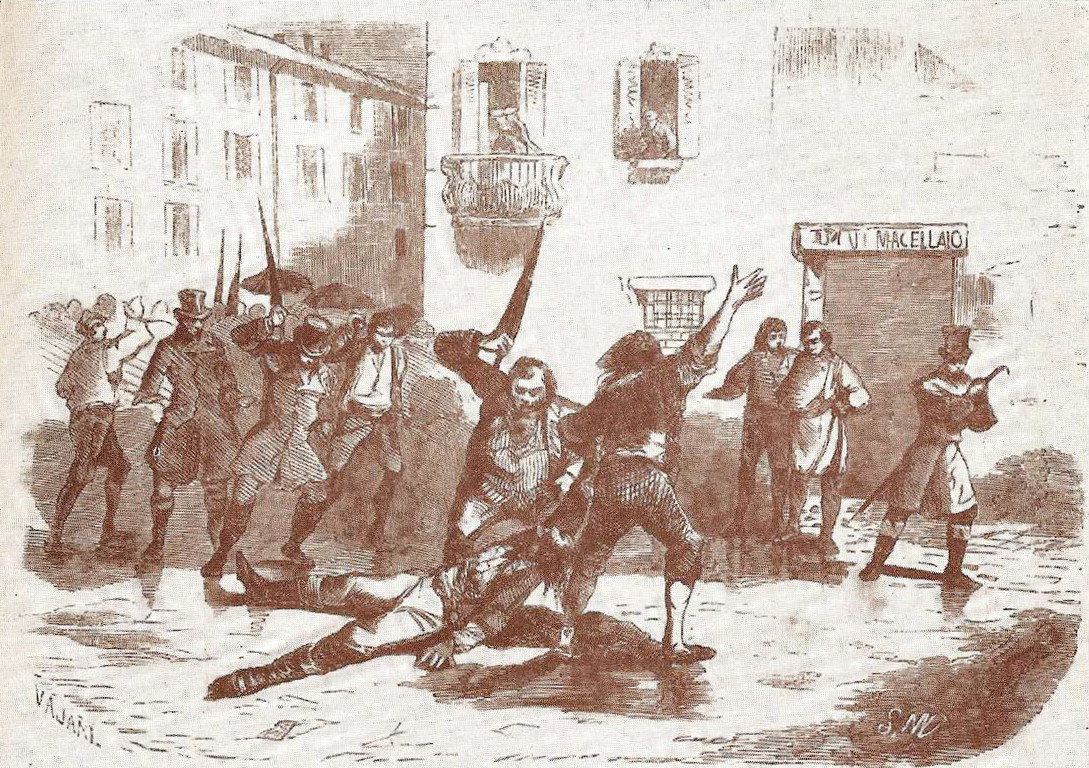
Il linciaggio di Prina

Caduto Napoleone, formalmente anche Re d'Italia, si provò a cercare un candidato a cui affidare il governo del regno, in attesa di ulteriori sviluppi internazionali. Il primo nome in lista fu proprio quello di Eugenio: aiutava la sua causa il suo rapporto con il re di Baviera, passato nel corso della guerra dalla parte della Coalizione; la sfavoriva l'ingerenza austriaca e la profonda divisione presente all'interno del regno tra milanesi e transpadani, che, nonostante fossero favorevoli alla conservazione del regno, in buona parte volevano un re italiano, scelto tra i membri delle dinastie che avevano perso il proprio dominio in Nord Italia. Il progetto per Eugenio come nuovo re fu mandato in Senato consulente per essere votato, ma la proposta fu respinta. Il 23 aprile, di conseguenza, Beauharnais firmò con il conte von Ficquelmont la Convenzione di Mantova, con la quale gli austriaci riuscirono a occupare tutta l'Italia settentrionale, e si ritirò in Baviera sotto la protezione di suo suocero. Nel frattempo, il 20 aprile scoppiò a Milano una ribellione contro il viceré che portò al linciaggio del Ministro delle finanze Giuseppe Prina, personaggio particolarmente odiato dal popolo milanese.
La caduta del Regno d'Italia fu un evento doloroso per buona parte dei patrioti e degli intellettuali italiani, che videro infrangersi il sogno di un'Italia unita. In particolare, Ugo Foscolo, già ufficiale napoleonico, cercò invano l'appoggio britannico per salvare il regno, e Alessandro Manzoni, pur essendo diventato ostile al governo francese, scrisse una canzone intitolata Aprile 1814 in cui auspicava il mantenimento dell'indipendenza del regno creato da Napoleone, fatto che per volere del Congresso di Vienna non avvenne. Il ricordo di uno Stato nazionale e liberale italiano diede la spinta necessaria ai patrioti (molti dei quali veterani degli eserciti italiani napoleonici) per continuare a lottare per l'unificazione durante il Risorgimento.

### La sorte degli altri Stati italiani

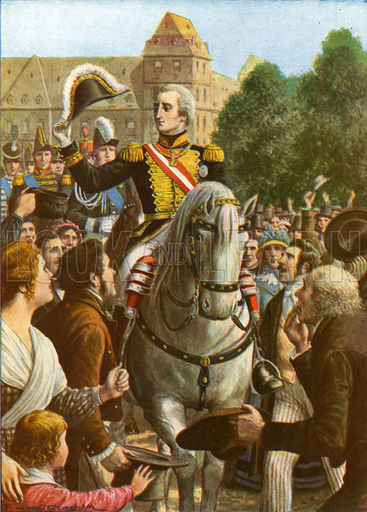
Vittorio Emanuele I torna a Torino accolto dalla popolazione

L'abdicazione di Napoleone segnò la fine dell'occupazione francese in Italia. Sebbene la guerra fosse terminata, restava comunque molto da discutere: vent'anni di lotte avevano stravolto i vecchi confini europei, inclusi quelli italiani. Le potenze europee si decisero a ridisegnare l'Europa intera a Vienna.
Mentre per la ricostituzione degli altri Stati si attese il responso del congresso, le potenze vincitrici avevano già stabilito a Parigi che il Regno di Sardegna sarebbe stato ricostituito e riconsegnato alla casata dei Savoia. Il 25 aprile Schwarzenberg istituì una commissione, presieduta dal generale Bubna in qualità di governatore militare e dal conte di San Marzano come governatore civile, che avrebbe governato il regno, al momento sotto occupazione austriaca, in attesa del ritorno dei legittimi sovrani. Il re Vittorio Emanuele I di Savoia partì da Cagliari, sbarcò a Genova ed entrò a Torino il 20 maggio.
A proposito di Genova e Venezia, i sogni di un ritorno all'indipendenza delle due antiche repubbliche marinare furono del tutto disattesi: la prima fu unita al Regno di Sardegna; la seconda, assieme a tutto il Veneto e la Lombardia, fu inglobata dall'Austria. Quest'ultima regione, chiamata per l'appunto Lombardo-Veneto, venne affidata proprio a Bellegarde.

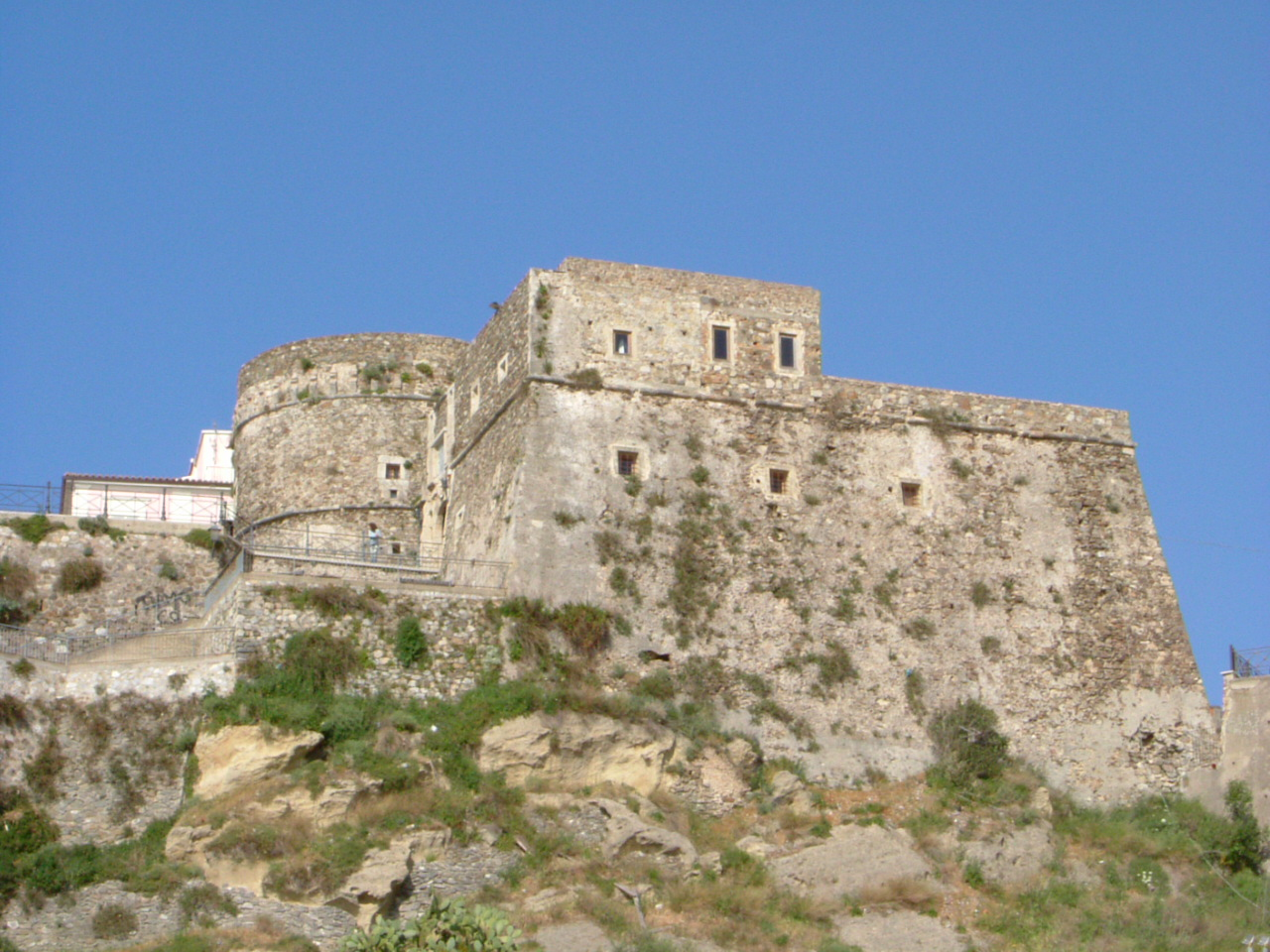
Il castello di Pizzo, dove venne imprigionato e fucilato Murat

La speranza di Murat di vedersi riconfermare e riconoscere come legittimo re di Napoli, come fu fatto per la Svezia di Bernadotte, fu messa a dura prova: il Regno Unito sosteneva il ritorno al trono di Ferdinando e, tra le grandi potenze, solo l'Austria appoggiava la candidatura di Murat, senza nemmeno troppa convinzione. Il ritorno in Francia di Napoleone troncò definitivamente il sogno di Murat: il generale francese appoggiò il ritorno dell'imperatore corso, inimicandosi definitivamente il parere del congresso, che si schierò in favore delle posizioni legittimiste promosse dal Regno Unito. Murat tentò di opporsi, cercando di difendere il proprio regno con la forza, ma venne sconfitto dagli austriaci nella battaglia di Tolentino e partì per l'esilio: prima nella Francia continentale, dove Napoleone rifiutò di incontrarlo obbligandolo a soggiornare lontano da Parigi, e poi, in seguito alla disfatta di Waterloo, in Corsica. Fu infine fucilato poco tempo dopo, il 13 ottobre 1815 a Pizzo in Calabria, dopo un disperato tentativo di riconquistare il regno perduto.

### Fonti principali
- Gli italiani in Germania nel 1813, Città di Castello, Unione arti grafiche, 1914.
- Giuseppe Bianco, La Sicilia durante l'occupazione inglese (1806-1815), Palermo, Alberto Reber, 1902.
- (DE) Gaston Bodart, Militär-historisches Kriegs-Lexikon (1618-1905), Vienna e Berlino, 1908.
- Carlo Botta, Storia d'Italia dal 1789 al 1814, Parigi, 1824, ISBN 9-788-82810116-1.
- Pietro Colletta, Storia del reame di Napoli, vol. 1, Torino, Cugini Pomba e Compagnia, 1852.
- Antonio Coppi, Annali d'Italia dal 1750, vol. 7, Stamperia de Romanis, 1834.
- (EN) Sir Edward Cust, Annals of the Wars of the Nineteenth Century, vol. 5, Londra, J. Murray, 1863.
- (FR) Frédéric François Guillaume de Vaudoncourt, Histoire des campagnes d'Italie en 1813 et 1814: avec un atlas militaire, Londra, Thomas Egerton, 1817.
- (FR) Frédéric François Guillaume de Vaudoncourt, Histoire politique et militaire du prince Eugène Napoléon, vice-roi d'Italie, vol. 2, Parigi, P. Mongie, 1828.
- (FR) Abel Hugo, France militaire. Histoire des l'armées françaises de terre et de mer de 1792 a 1833., vol. 5, Parigi, Delloye, 1837.
- (EN) Robert Matteson Johnston, The Napoleonic Empire in Southern Italy and the Rise of the Secret Societies, Macmillan and Company, limited, 1904.
- (EN) George F. Nafziger e Marco Gioannini, The Defense of the Napoleonic Kingdom of Northern Italy, 1813-1814, Westport, Praeger, 2001.
- (FR) Martin Vignolle, Précis historique des opérations militaires de l'Armée d'Italie en 1813 et 1814, par le Chef de l'État-Major-Général de cette armée (M. de V.), Parigi, Chez Barrois l'aîné, Libraire, 1817.
- Joseph Alexander Freiherr von Helfert, La caduta della dominazione francese nell'alta Italia e la congiura militare bresciano-milanese nel 1814, traduzione di L. G. Cusani Confalonieri, Bologna, Zanichelli, 1894.
- (DE) Ludwig Freiherr von Welden, Der Krieg der Oesterreicher in Italien gegen die Franzosen in den Jahren 1813 & 1814, Graz, Damian und Geroges Universitätes Buchhandlung, 1853.
- (FR) Maurice Henri Weil, Le Prince Eugène et Murat 1813-1814, vol. 1, Parigi, Albert Pontemoing Editeur, 1902.
- (FR) Maurice Henri Weil, Le Prince Eugène et Murat 1813-1814, vol. 2, Parigi, Albert Pontemoing Editeur, 1902.
- (FR) Maurice Henri Weil, Le Prince Eugène et Murat 1813-1814, vol. 3, Parigi, Albert Pontemoing Editeur, 1902.
- (FR) Maurice Henri Weil, Le Prince Eugène et Murat 1813-1814, vol. 4, Parigi, Albert Pontemoing Editeur, 1902.

### Altre letture consigliate
- Per una lettura della cronaca di allora, si legga il quotidiano Giornale Italiano.
- (EN) René Chartrand, Émigré and Foreign Troops In British Service (2): 1803–1815, Oxford, Osprey Publishing, 2000.
- Raffaele Ciampini, Napoleone Buonaparte, Utet, 1941.
- Emmanuel de Las Cases, Memoriale di Sant'Elena, BUR Rizzoli.
- Cesare De Laugier de Bellecour, Fasti e vicende militari degli italiani dal 1801 al 1815, vol. 13, Firenze, 1829-1831.
- Cesare De Laugier de Bellecour, Concisi ricordi di un soldato napoleonico italiano (2 voll.), Firenze, Tip. del Vocabolario, 1870.
- Nino del Bianco, Francesco Melzi D'Eril - la grande occasione perduta, Il Corbaccio, 2002.
- (EN) Desmond Gregory, Sicily: The Insecure Base : A History of the British Occupation of Sicily, 1806-1815, London, Fairleigh Dickinson University Press, 1988.
- Virgilio Ilari e Piero Crociari, L'Armata italiana di Lord Bentinck 1812-1816.
- Piero Pieri, Storia militare del risorgimento, Torino, Einaudi, 1962.
- (FR) Alain Pigeard, Dictionnaire des batailles de Napoléon, Tallandier, Bibliothèque Napoléonienne, 2004, ISBN 2-84734-073-4.
- (EN) Reuben John Rath, The Fall of the Napoleonic Kingdom of Italy (1814), New York, Columbia University, 1941, ISBN 978-0-374-96718-5.
- (EN) Frederick C. Schneid, Napoleon's Italian Campaigns: 1805-1815, Westport, Praeger Publishers, 2002, ISBN 0-275-96875-8.
- (EN) Digby Smith, The Napoleonic Wars Data Book, Londra, Greenhill, 1998, ISBN 1-85367-276-9.
- (FR) Camillo Vacani, Bataille du Mincio du 8 février 1814, Milano, François Pagnoni librairie-imprimerie, 1857.